# Старое городское кладбище (Таганрог)
Кладбище старое городское — закрытое городское кладбище в г. Таганроге. Захоронено более 280 тысяч человек.

## История
Официально открыто в 1809 году, однако есть сомнения в корректности этой даты, поскольку на территории некрополя можно встретить надгробия умерших ранее этой даты, например, могила сына корабельного мастера Ивана Должникова, умершего в младенчестве в 1796 году. Место для кладбища в соответствии с указом Сената от 1 ноября 1771 года было выбрано далеко за городом, там, где по генеральному плану 1810 года должна была пройти граница Таганрога. Территория была обнесена изначально деревянной оградой, позже замененной на каменную, о чем свидетельствуют старые фотографии. Над воротами, выполненными из камня, была надпись: «Грядет час, в он же вси сущие во гробех, услышат Глас Сына Божия». Все аллеи кладбища сходятся у заложенной в 1810 году Церкви Всех Святых. На краю кладбища по аллее, идущей от храма в сторону ворот напротив 4-го переулка, расположена часовня с могилой Святого Павла Таганрогского.
На Христианском кладбище в период с 1820 по 1970 год сделано свыше 150 тысяч захоронений. Это в пересчете на единицу площади превышало все санитарные нормы. Официально кладбище было закрыто для захоронений 25 июля 1971 года в связи с несоответствием принятым нормам «плотности захоронений». Фактически можно встретить и более поздние даты. В основном, это кремированный прах захороненных в могилы родственников. В 2015 году недалеко от храма похоронен почетный настоятель протоиерей Георгий Тарановский, посвятивший служению в кладбищенской церкви 29 лет.

## Известные люди, похороненные на кладбище
- Архиепископ Арсений (Александр Иванович Смоленец; 1873—1937) — епископ Русской православной церкви, архиепископ Семипалатинский[5][6].
- Блонская, Серафима Иасоновна (1870—1947) — русская художница, педагог[7].
- Броневский, Валериан Алексеевич (1858—1928) — российский революционер.[8]
- Василенко, Иван Дмитриевич (1895—1966) — русский советский детский писатель, лауреат Сталинской премии.
- Депальдо, Герасим Фёдорович (1788—1823) — таганрогский купец, выборный судья, меценат.
- Древицкий, Иван Яковлевич (1854—1912) — русский промышленник, основатель Азово-Черноморского пароходства, почётный гражданин Таганрога.
- Дуров, Анатолий Анатольевич (1887—1928) — выдающийся артист цирка, клоун-сатирик и дрессировщик.[9]
- Казин, Сергей Павлович (1904—1951) — советский машиностроитель, директор завода «Красный котельщик» (1940—1951).
- Краснов, Николай Иванович (1833 — 1900) — русский генерал, военный историк и писатель.[10]
- Кулижский, Пётр Иванович (1899–1959) — генерал-майор, герой Советского Союза.
- Кульчитский, Лев Яковлевич (1813–1873) — русский адмирал, 13-й градоначальник Таганрога.
- Лакиер, Александр Борисович (1824—1870) — русский историк. Первый классификатор русской геральдики.[11][12]
- Леонтовский, Александр Михайлович (1865—1928) — российский художник, педагог[5].
- Лицин, Николай Анастасьевич (1841—1920) — российский общественный деятель, надворный советник, врач, городской голова Таганрога (1897—1905).
- Молла, Валериан Гаетанович (1872—1939) — дирижёр, пианист, педагог, композитор.
- Павел Павлович Стожков (1792—1879) — святой Русской Православной церкви. В 1999 году останки Павла Павловича Стожкова из небольшой часовни на старом городском кладбище были перенесены в Свято-Никольский храм.
- Парамонов, Павел Денисович (1925—1970) — участник Великой Отечественной войны, герой Советского Союза.
- Ренненкампф, Павел Карлович (1854—1918) — русский генерал.
- Турубаров, Пётр Кузьмич (1918—1943) — член таганрогской антифашистской организации[13].
- Скараманга, Иван Амвросиевич (1820—1902) — российский промышленник, землевладелец, бельгийский консул в Таганроге.
- Филевский, Павел Петрович (1856—1951) — историк, педагог, первый историк города Таганрога.

## Братские могилы
- Захоронение юнкеров 3-й Киевской школы прапорщиков и гимназистов, погибших в январе 1918 года при взятии Таганрога большевиками[6].
- Обширная братская могила белогвардейских офицеров и юнкеров, вероятно, зачищенная под новые могилы в период 1930-1940 гг. Здесь же был погребен русский генерал Павел Карлович Ренненкампф. Место захоронение примерно установлено по старой архивной фотографии[14].
- Шесть больших братских могил с мемориальными памятниками вдоль ограды кладбища периода ВОВ (1941-1945). Затруднительно установить точное количество похороненных в них. Имена, нанесенные на таблички, взяты преимущественно из списков умерших, зафиксированных эвакуационными госпиталями при операции по освобождению Таганрога и окрестностей от немецко-фашистской оккупации с июля-августа 1943 года по февраль 1944. Также у большого мемориала с вечным огнем в 2011 году на табличках появились свыше 500 имен советских солдат, попавших в плен к фашистам и окончивших здесь свою жизнь[15]. Здесь же в 1966 году были погребены останки бойцов красной армии из братской могилы в районе железнодорожного вокзала Таганрог-1[16].
- Братская могила 10 расстрелянных фашистами 28 октября 1941 года[17].
- Братская могила рабочих, погибших в борьбе с немецкими оккупантами в 1918 году.

Братские могилы
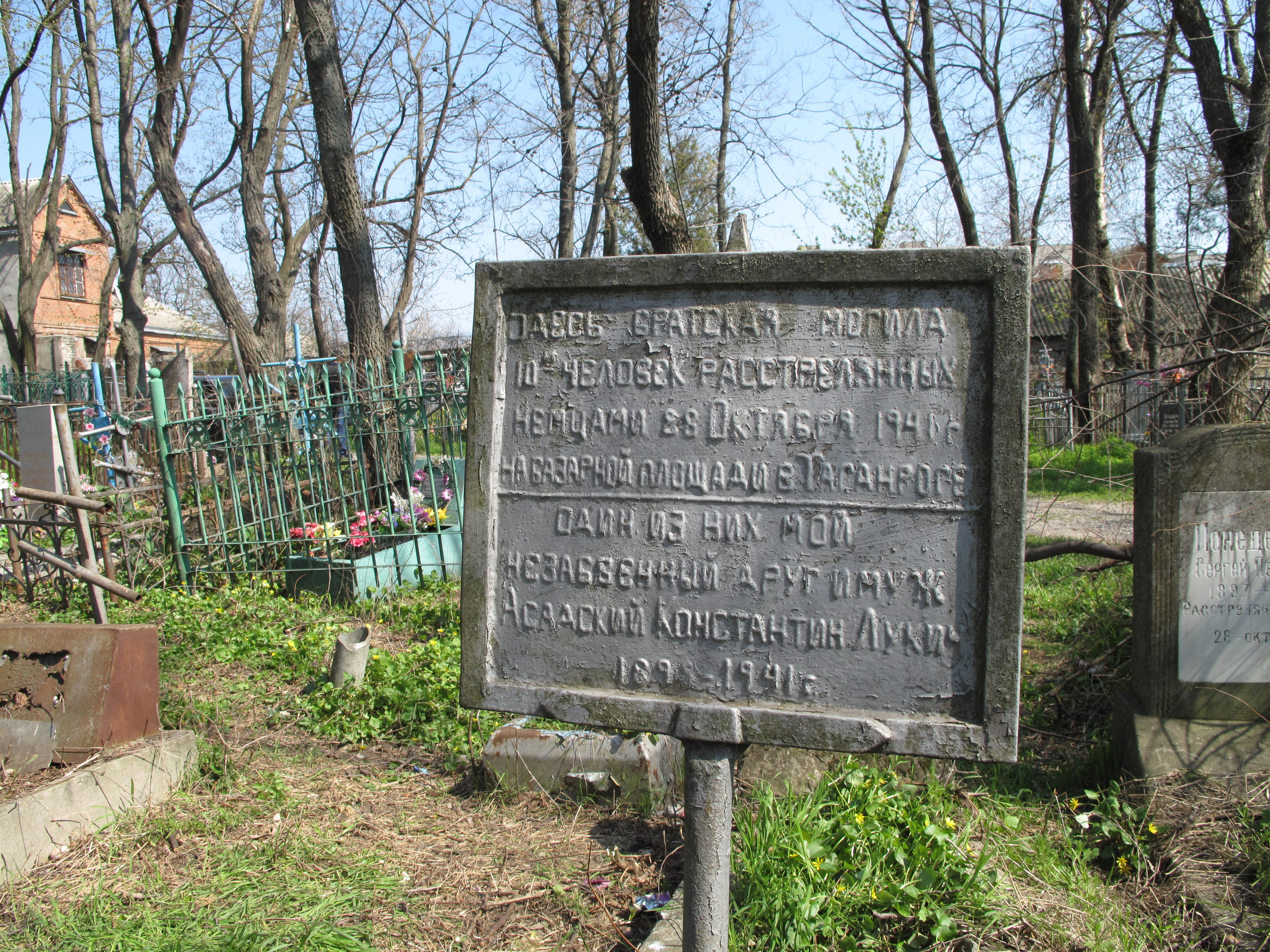
Здесь братская могила 10и человек, расстрелянных немцами 28 октября 1941 г. на Базарной площади в Таганроге. Один из них мой незабвенный друг и муж Асадский Константин Лукич 1899–1941 г.
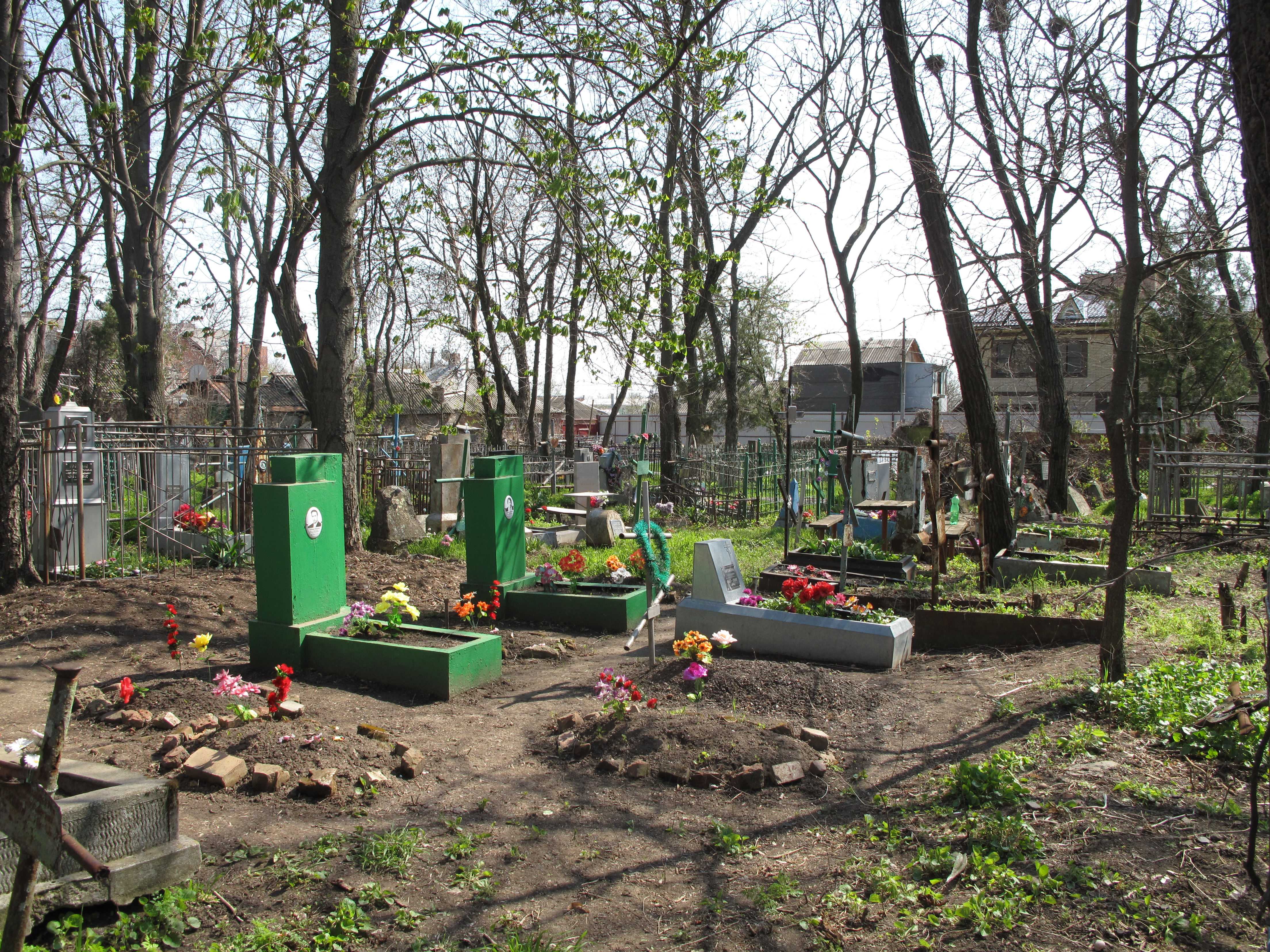
Предполагаемое место захоронения генерала Ренненкампфа на старом кладбище в Таганроге. На большом участке братской могилы 1918 года давно ряды советских надгробий.
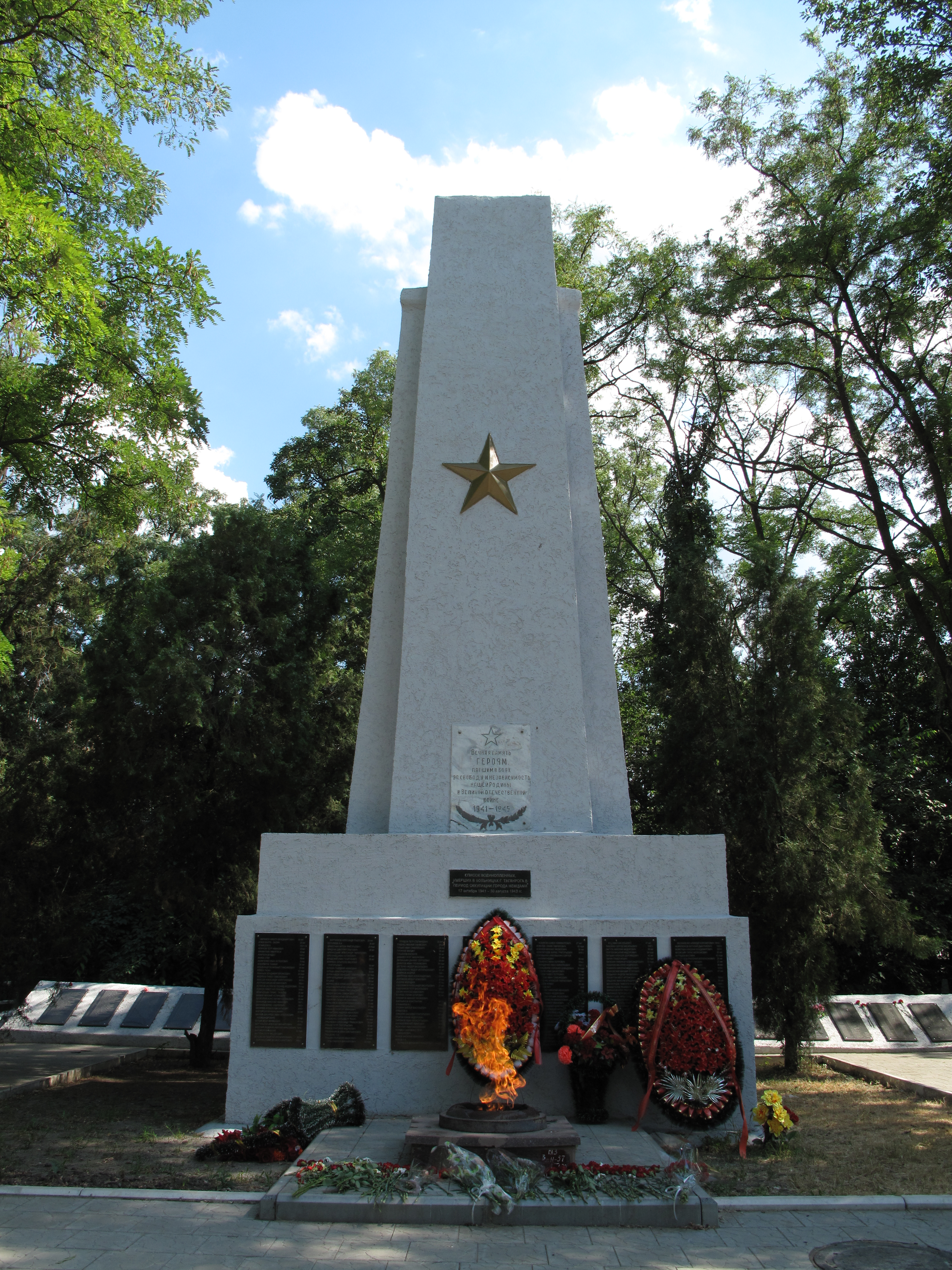
Вечный огонь в день памяти и скорби 22 июня 2013 года у мемориала на самой большой братской могиле времен ВОВ на старом кладбище в Таганроге.
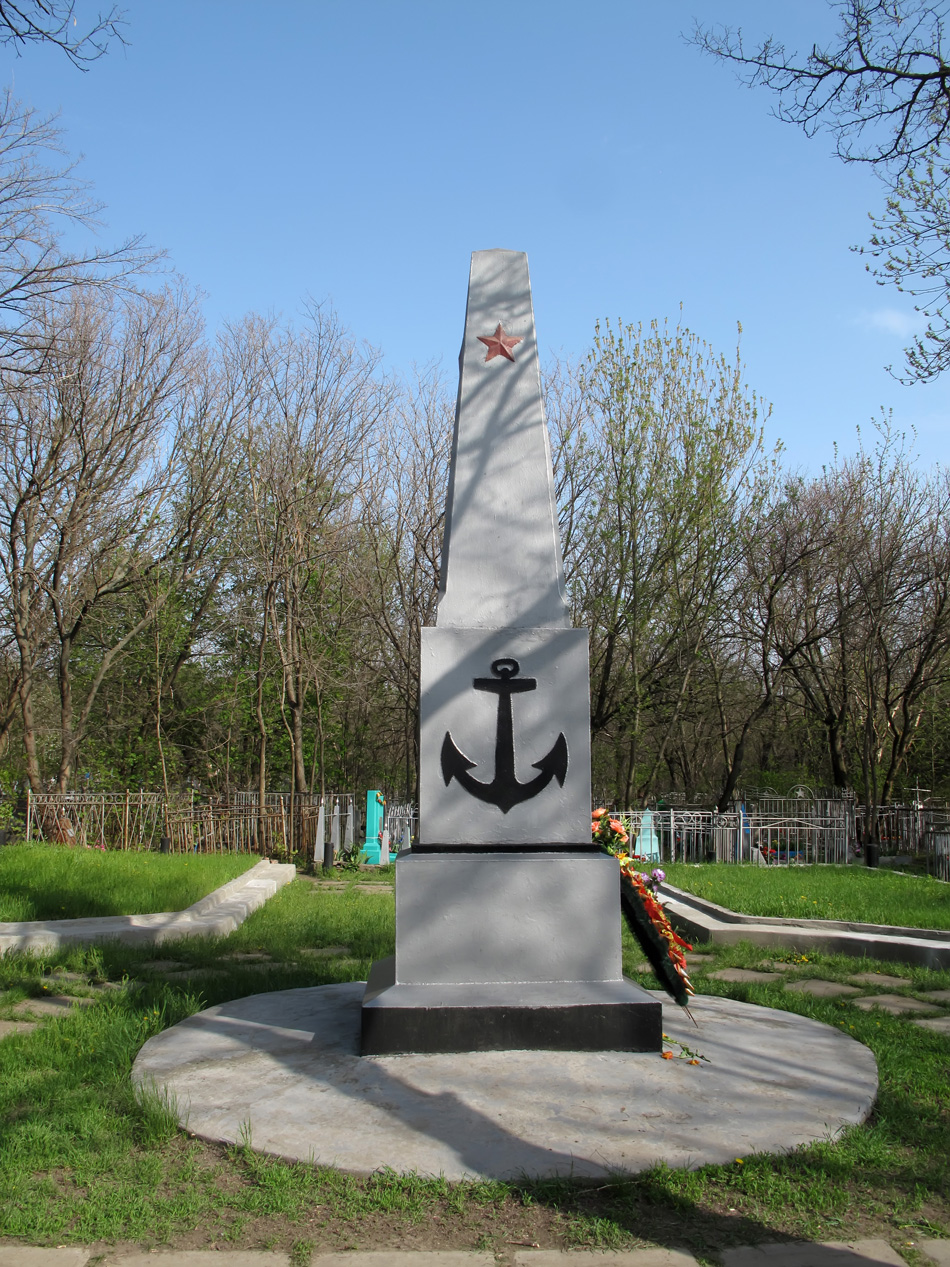
Памятник морякам, погибшим при освобождении Таганрога от немецко-фашистских захватчиков в 1943 году.
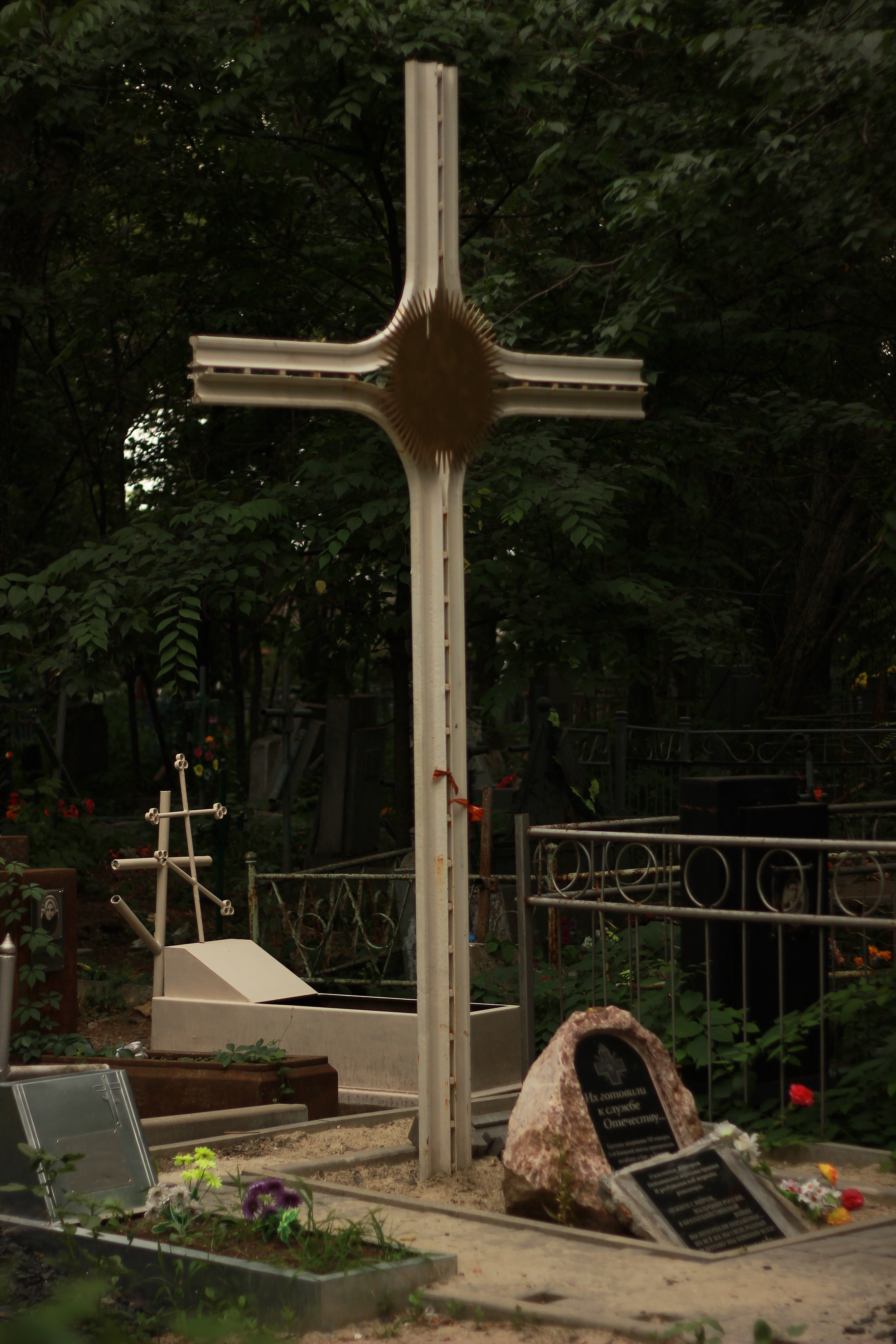
Крест на могиле 5-7 юнкеров, погибших во время гражданской войны в 1918 году в Таганроге. Реплика. Оригинал был украден вандалами в начале 2000-х. Долгое время считалось, что это был оригинальный крест, возвышавшийся над огромной братской могилой белых офицеров и юнкеров. Однако, выявленная в американских архивах фотография опровергла данный факт. Тот крест был значительно больше, декорирован и находился в нескольких десятках метров от этого места.
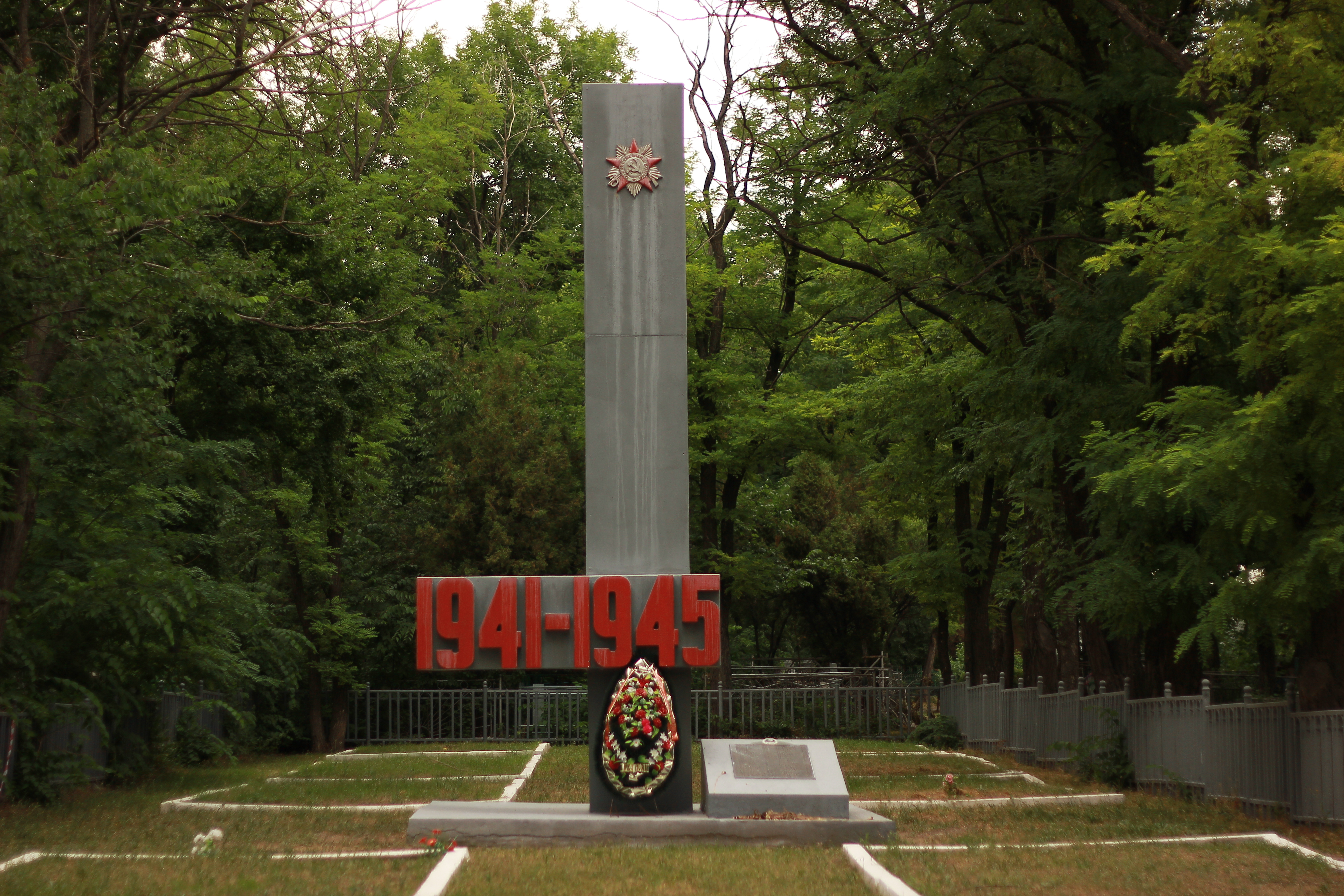
Братская могила ВОВ (1941-1945) недалеко от входа со стороны улицы Карантинной.
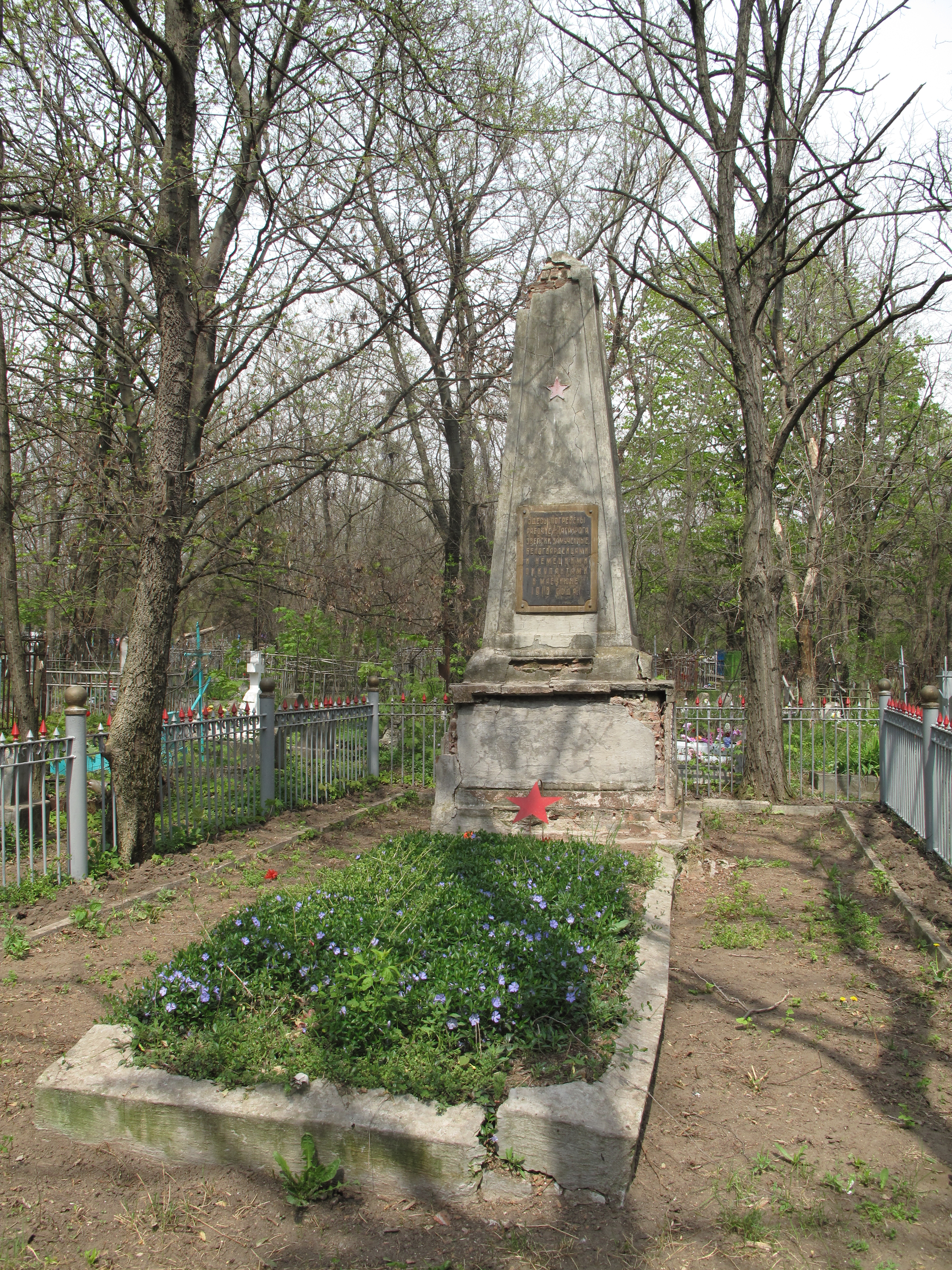
Табличка гласит: «Здесь погребены рабочие г. Таганрога зверски замученные белогвардейцами и немецкими оккупантами в мае-июне 1918 года».

## Примечательные памятники
- «Ангел-воин» — памятник чехословакам, воевавшим на стороне большевиков в Гражданской войне. Установлен в 1927 году (скульптор Я. Наврат). Обозначен в рамках охранного обязательства на объект культурного наследия регионального значения «Ансамбль бывшего христианского кладбища»[18].
- Памятник Катопули (Котопули) со скульптурой скорбящего ангела. Описывается А. П. Чеховым в рассказе "Ионыч" как склеп Деметти. Обозначен в рамках охранного обязательства на объект культурного наследия регионального значения «Ансамбль бывшего христианского кладбища»[18].
- Плита конца XVIII столетия на могиле младенца Иоанна Должникова. Обозначен в рамках охранного обязательства на объект культурного наследия регионального значения «Ансамбль бывшего христианского кладбища»[18].
- Памятник рабочему Калашникову. Обозначен в рамках охранного обязательства на объект культурного наследия регионального значения «Ансамбль бывшего христианского кладбища»[18].

Надгробия старого кладбища Таганрога
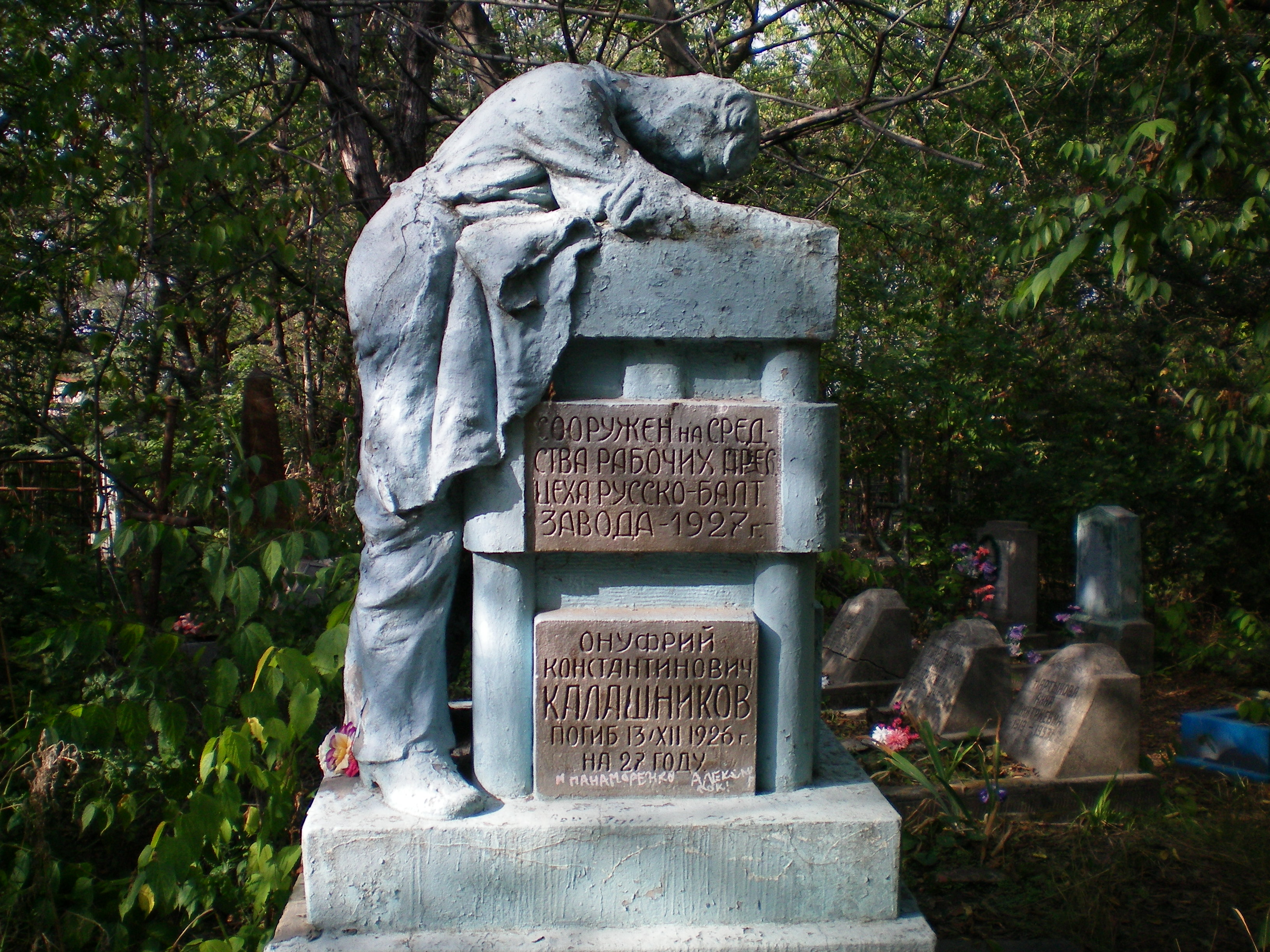
Памятник рабочему Онуфрию Калашникову. 1927 год. Бетон.
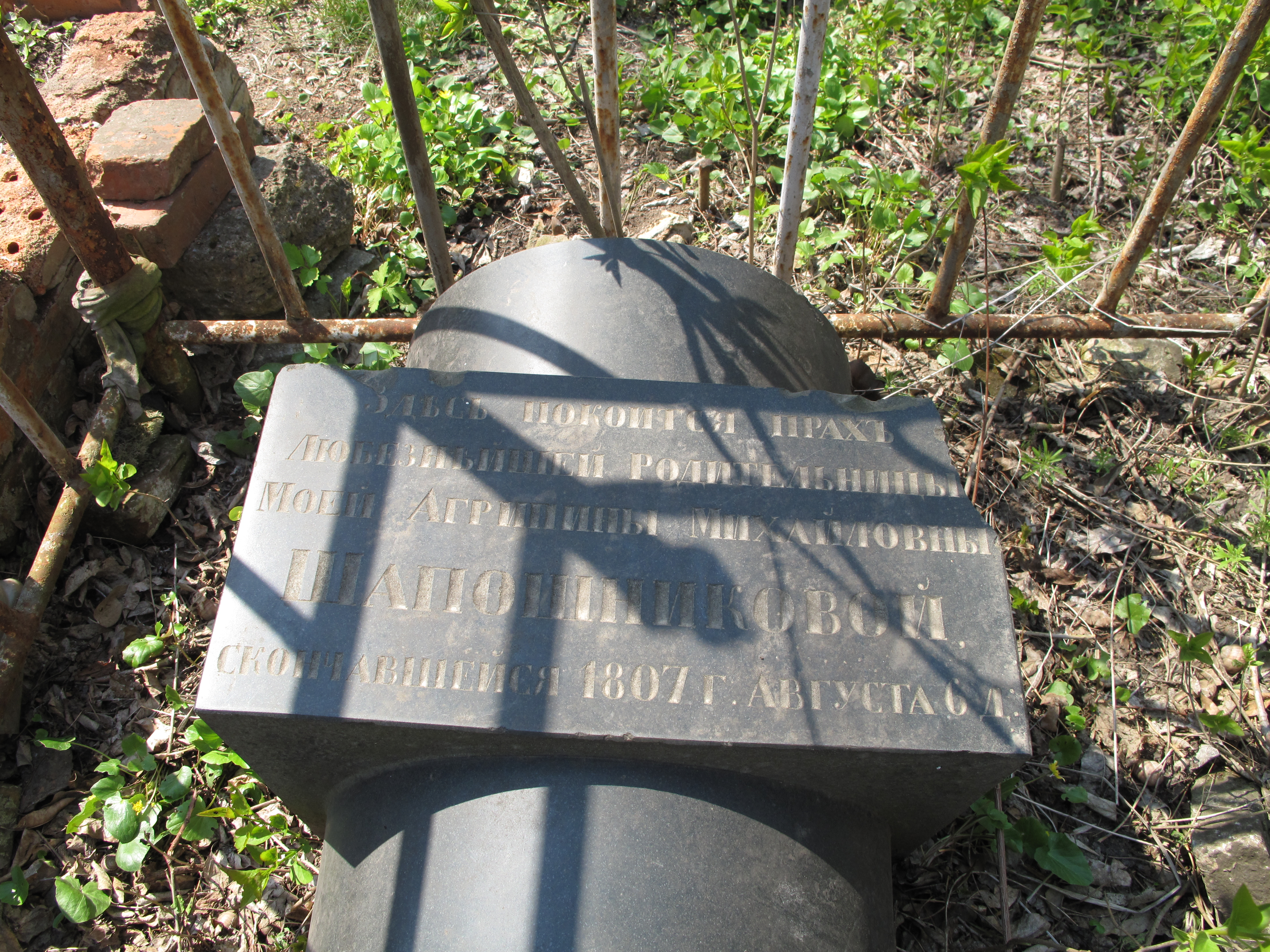
Надгробие с одной из наиболее ранних дат захоронения. Гранит. 1807 год.
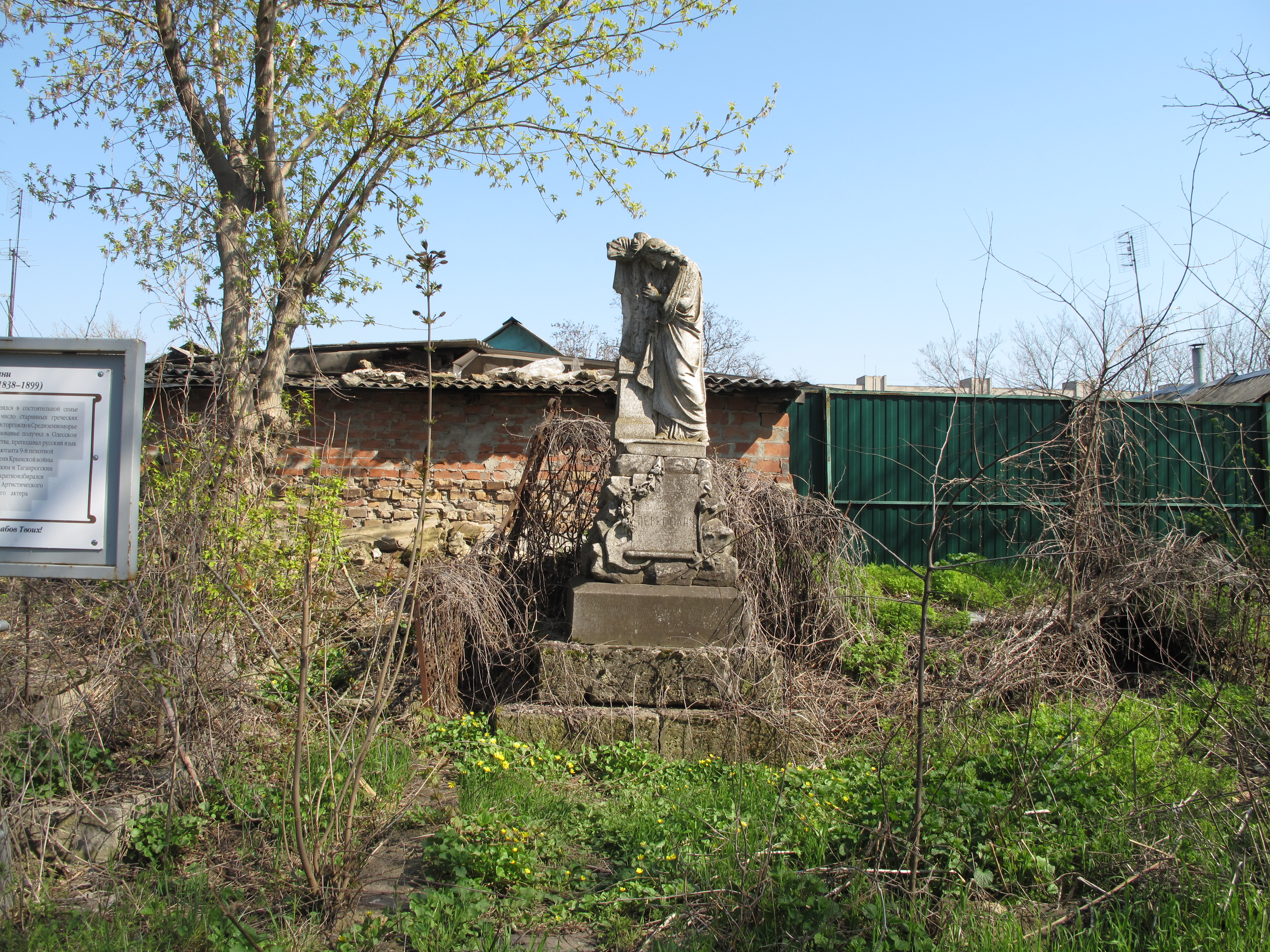
Могила Перестиани Николая Афанасьевича (1838—1899). Белый мрамор.
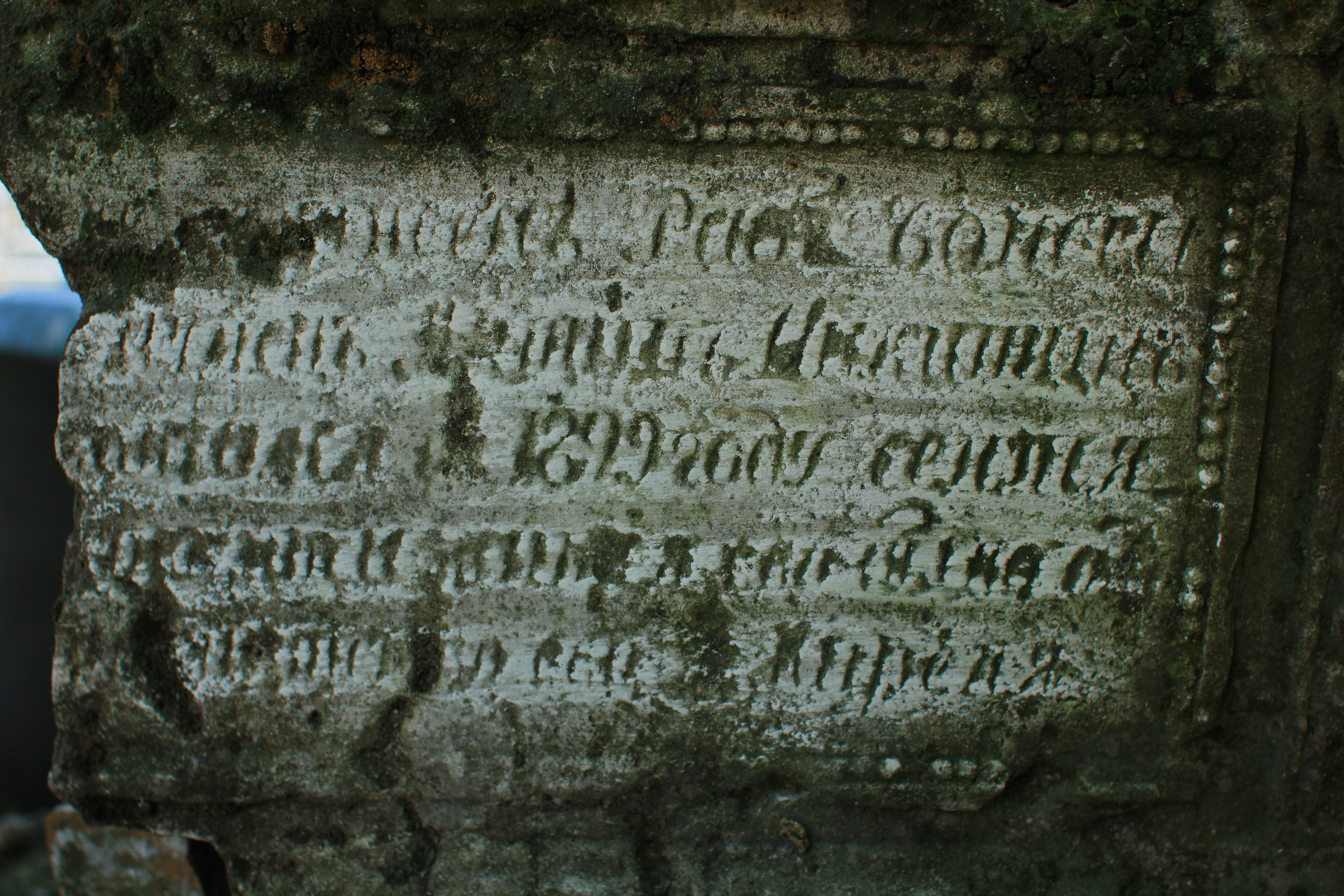
Фрагмент эпитафии надгробия 1829 года.
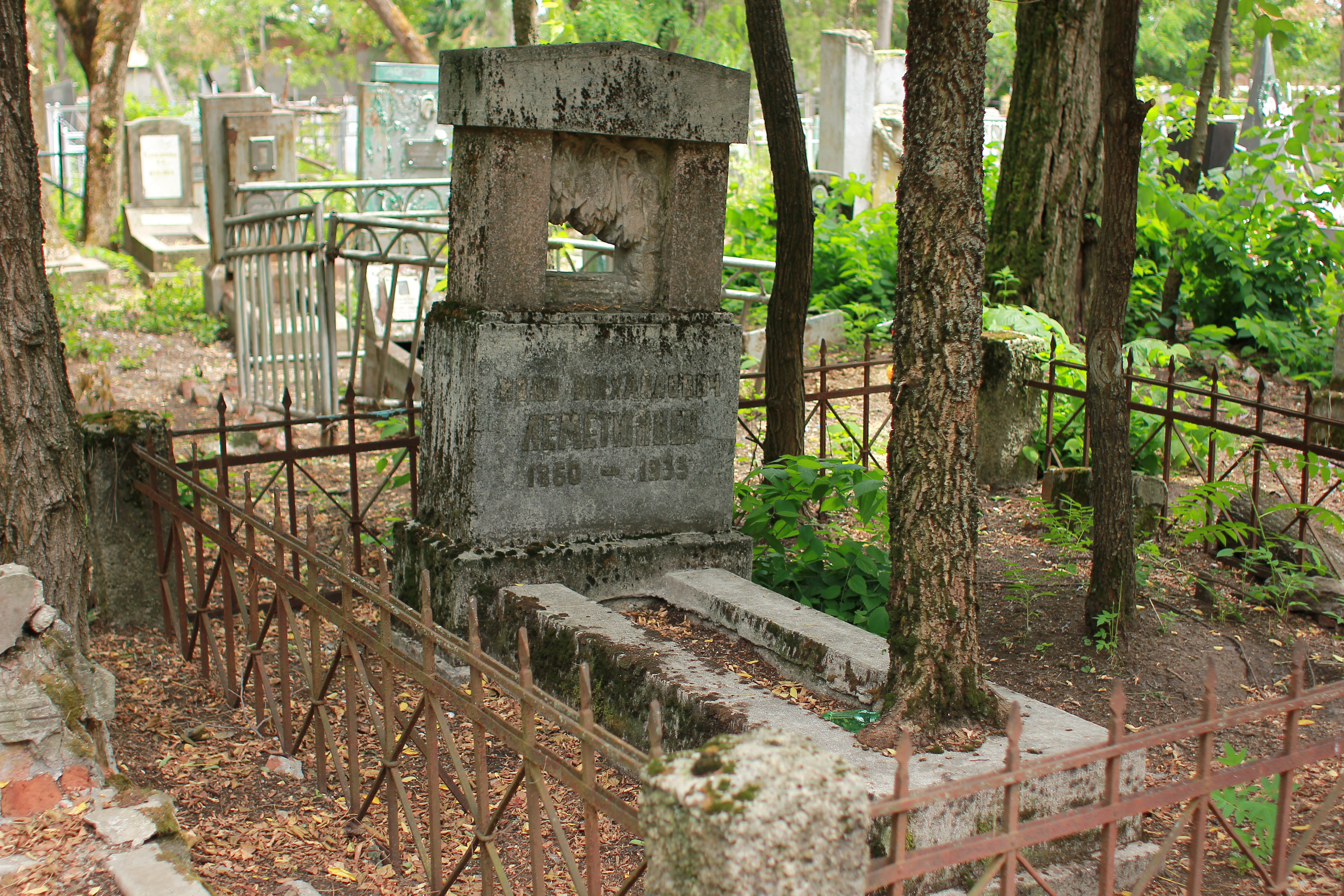
Бетонный памятник в виде гильотины на кладбище в Таганроге. Возможно, мастерская чеха Яна Наврата. 1933 год.
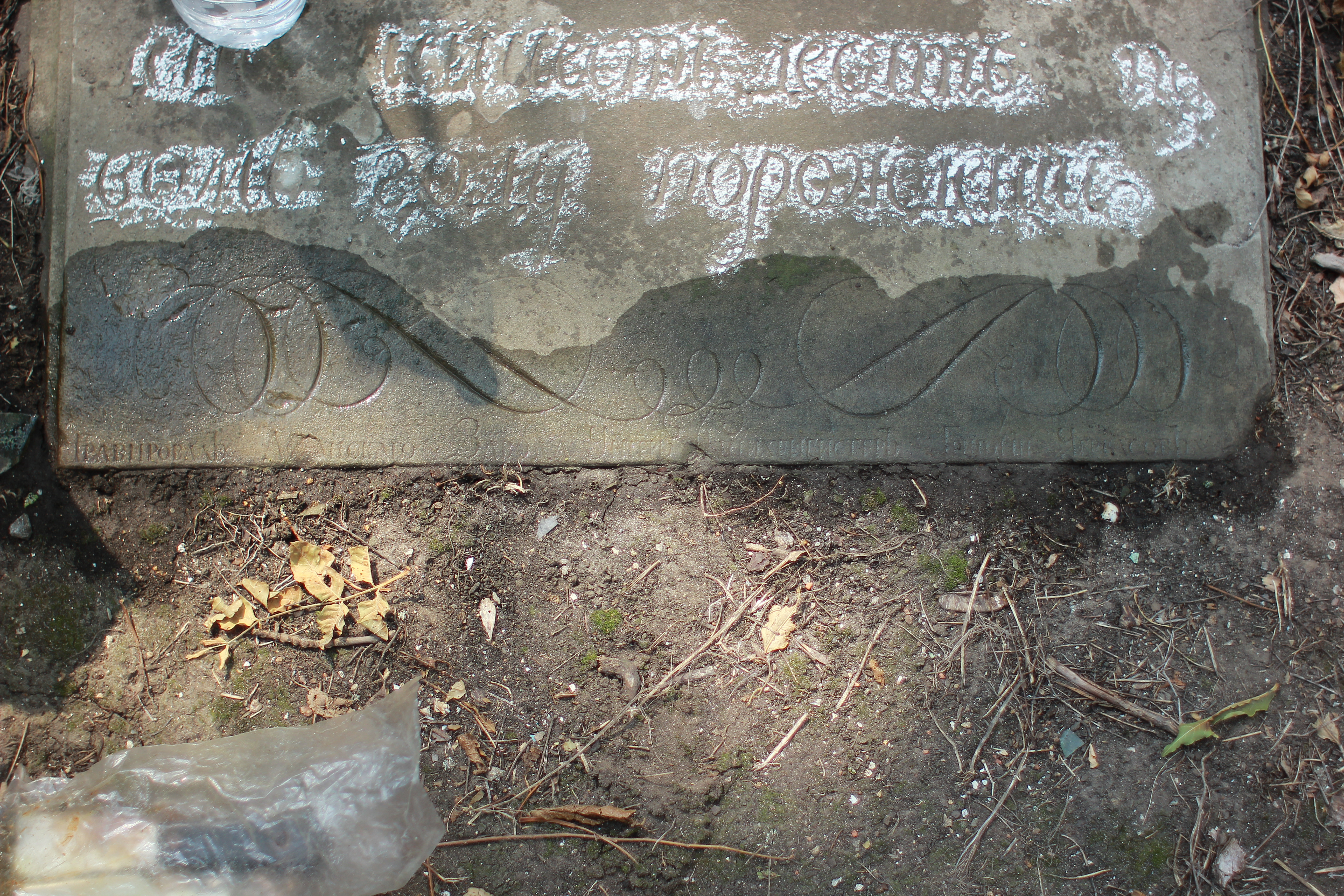
Уникальная подпись мастера на типовой плите начала XIX века на старом кладбище в Таганроге: «Гравировалъ Луганскаго Завода Унтеръ-Шихтермейстеръ Григорій Черкасовъ».
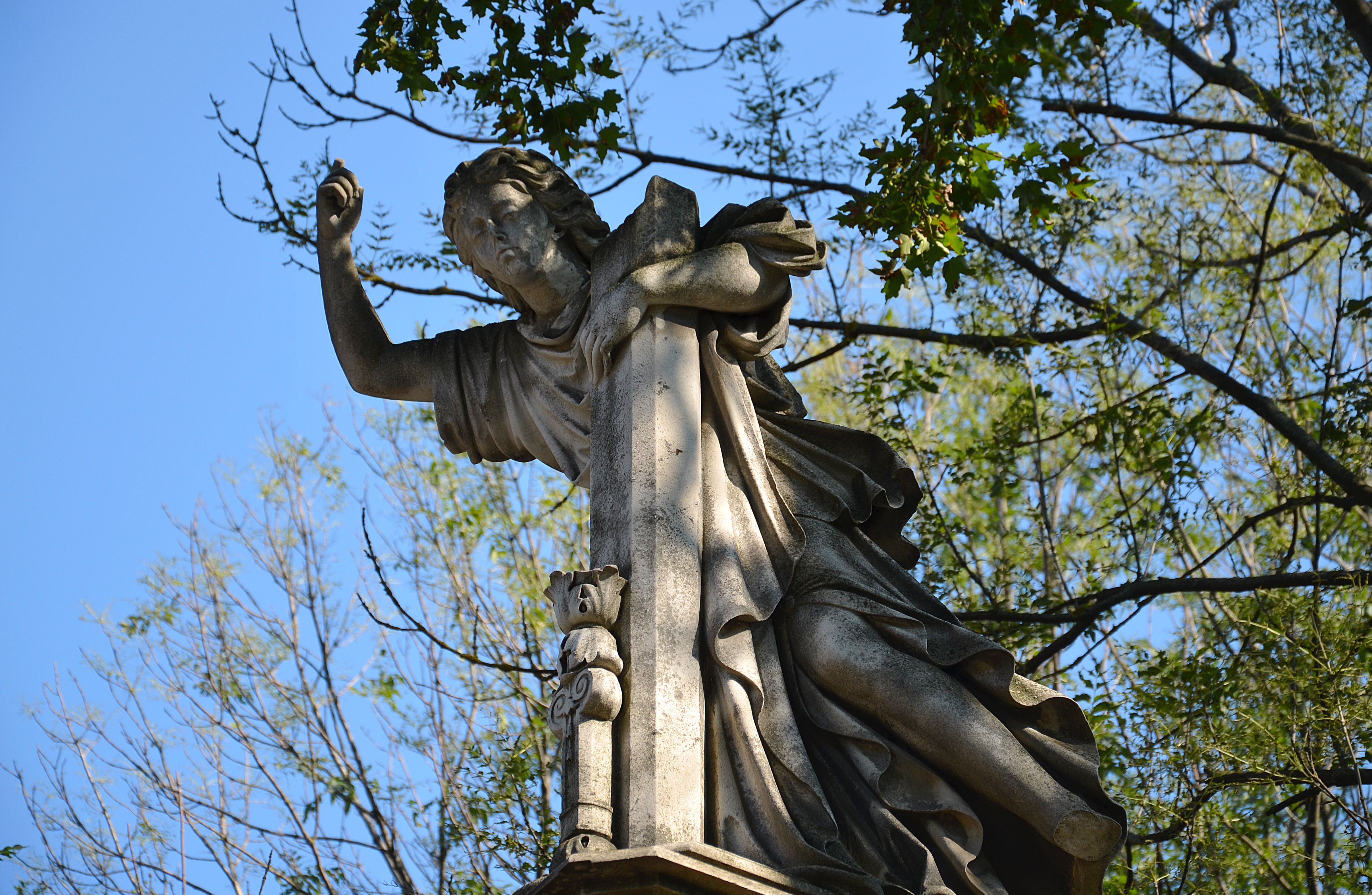
Скульптура ангела на усыпальнице Ф. Д. Котопули (ум. 1867). Белый мрамор.
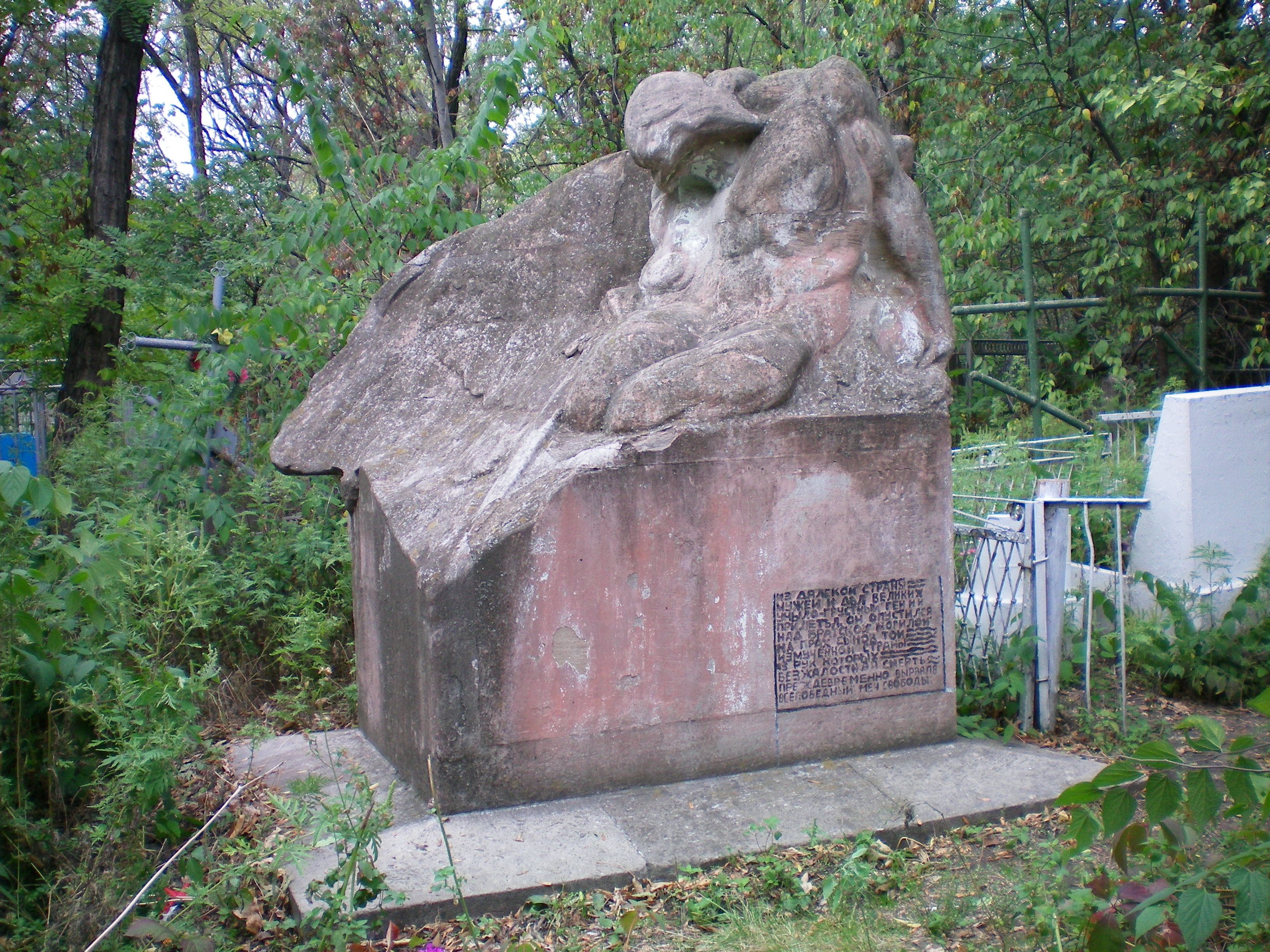
Ангел-воин, в честь чехославаков, погибших в борьбе за идеалы революции. Сохранился только текст на русском языке: «Из далекой страны мужей и дѢл великих уныло-грустный гений прилетѢл. Он опустился над братской могилой на прах сынов той измученной страны, из рук которых безжалостная смерть преждевременно вырвала всепобедный меч Свободы». 1927 год. На момент описания (апрель, 2017) памятник выкрашен в белый цвет, оригинальный текст утрачен, многие детали утрачены.
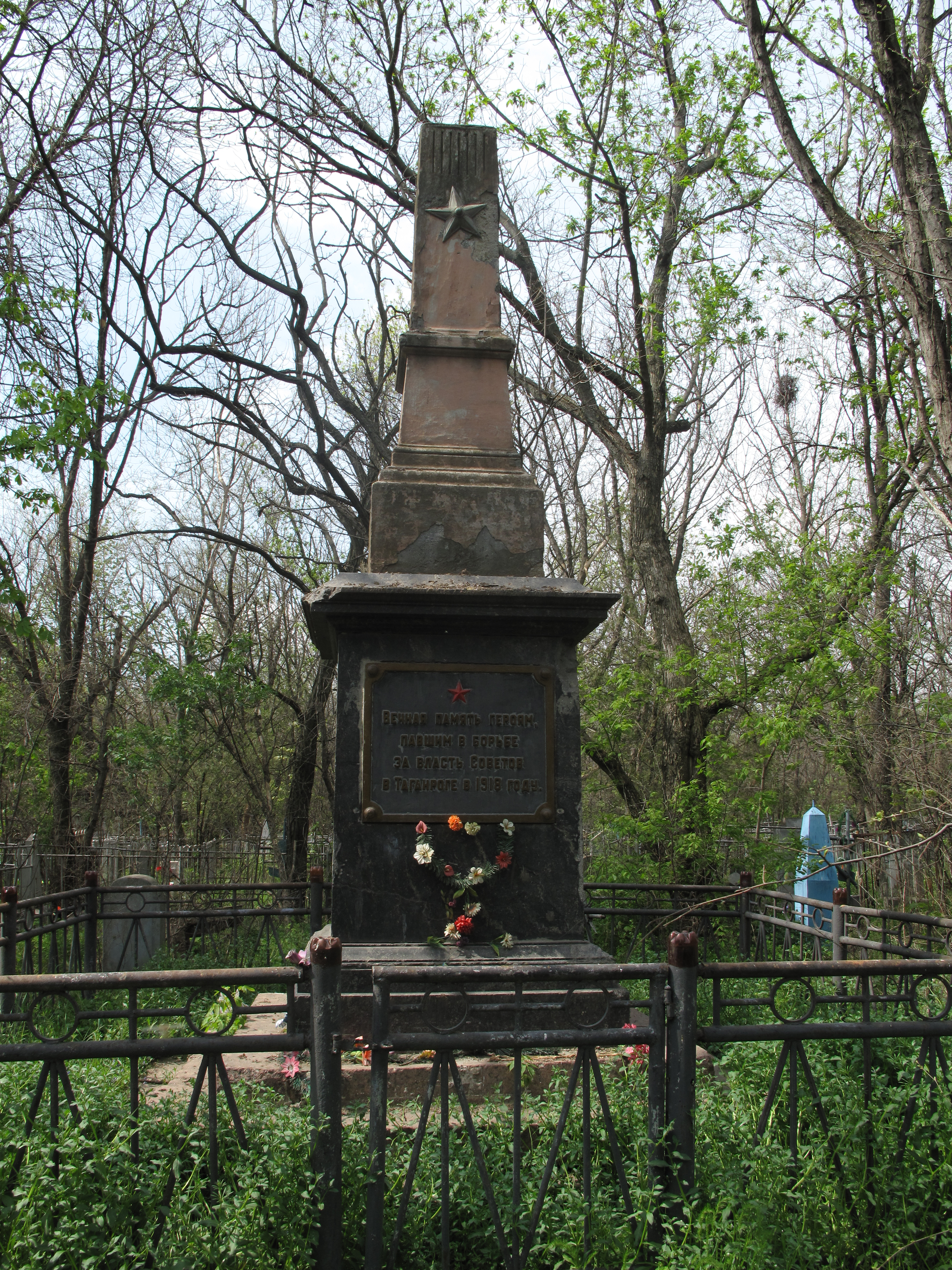
Вечная память героям, павшим в борьбе за власть Советов в Таганроге в 1918 году.

## Старое городское кладбище в культуре
- Старое городское кладбище упоминается в произведениях А. П. Чехова «Огни», «Ионыч», «Недоброе дело».
- Нередко проблемы старого кладбища фигурируют в местных газетах конца XIX — начала XX века («Приазовский край», «Таганрогский вестник»). Из них мы можем узнать о плохом благоустройстве, нехватке средств, актах вандализма, печальном состоянии многих памятников, в том числе дошедшей до наших дней усыпальницы Филиппа Дмитриевича Котопули.

## Современное состояние кладбища
В 1884 году А.П. Чехов писал сестре Марии: «Кладбище красиво, но обкрадено...».
После закрытия кладбища предпринята попытка вывезти наиболее ценные скульптуры во двор художественного музея. По свидетельству очевидцев, мероприятие по : «спасению» проводилось непрофессионально, по-варварски, и количество сохраненных памятников в рамках скульптурного дворика музея слишком мало по сравнению с утраченными и поврежденными в процессе изъятия. Среди уцелевших «счастливцев» скульптуры с фамильных участков семьи купца Михаила Камбурова, греческих купцов Аристида Тарласа и Ивана Даллапорте.

Скульптуры со старого кладбища во дворе таганрогского художественного музея
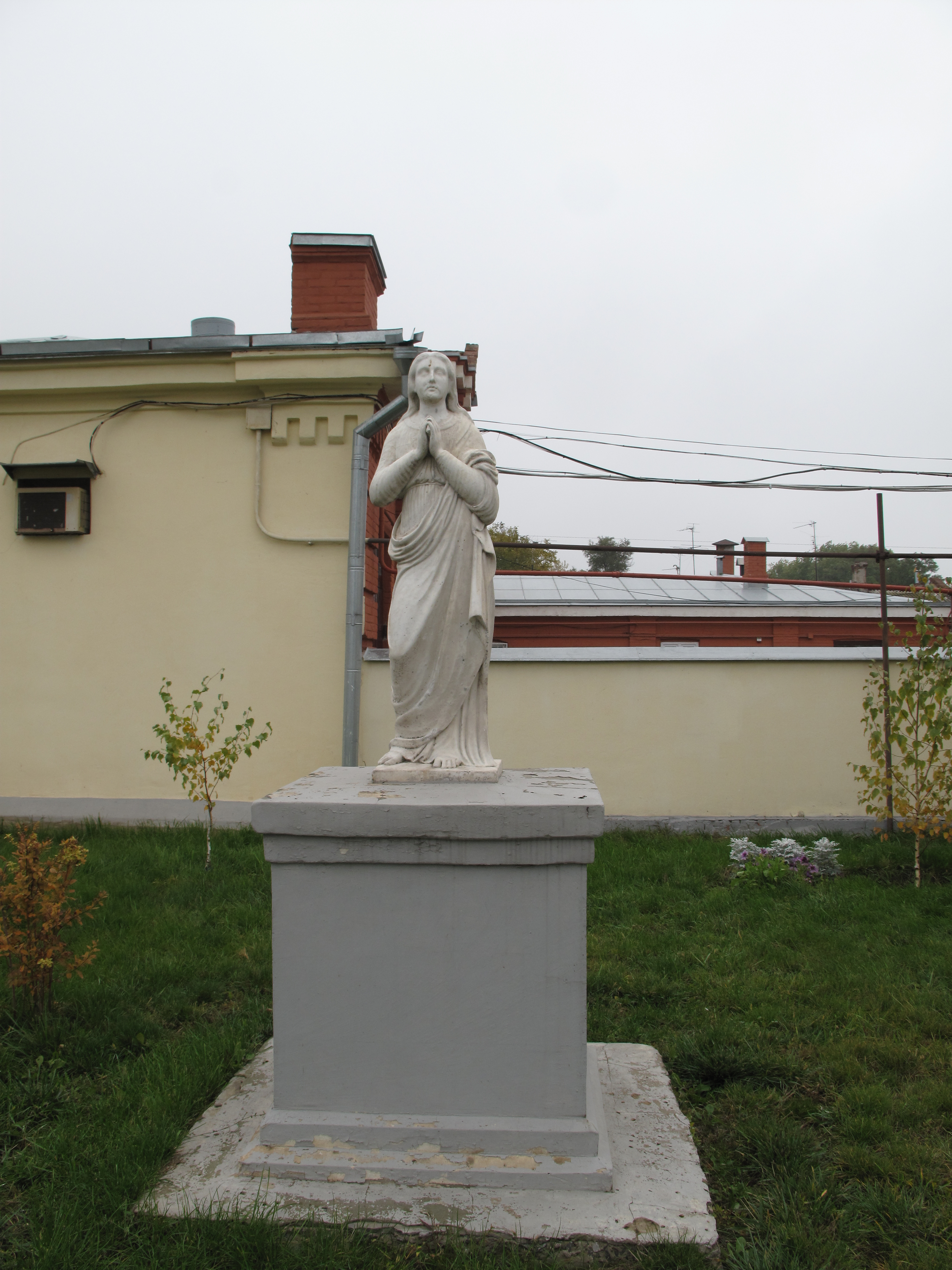
Скульптура со старого кладбища Таганрога, снятая и вывезенная в 1970-е годы во двор местного художественного музея.
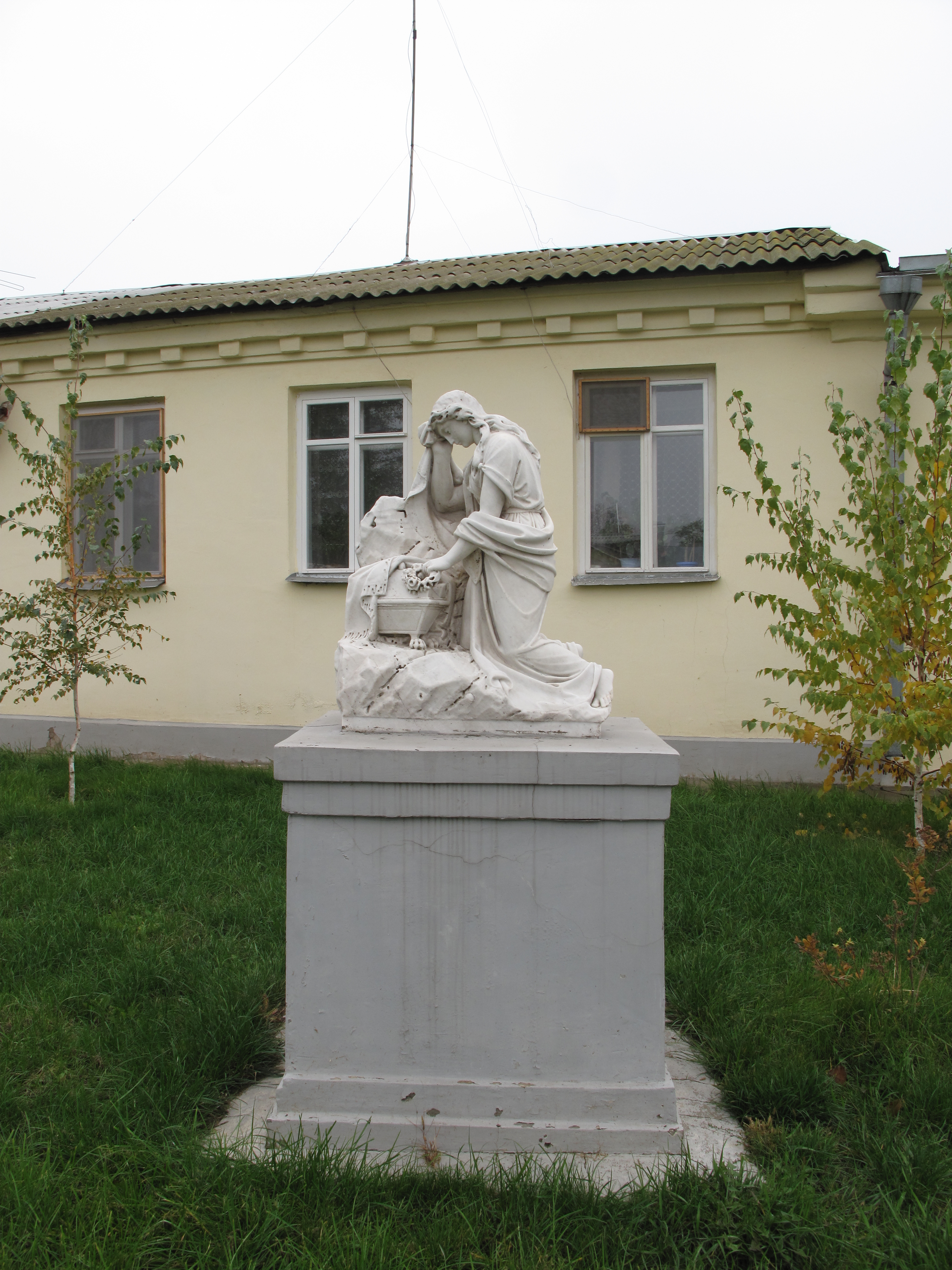
Скульптура со старого кладбища Таганрога, снятая и вывезенная в 1970-е годы во двор местного художественного музея. Фамильный участок Камбуровых. Основание сохранилось.
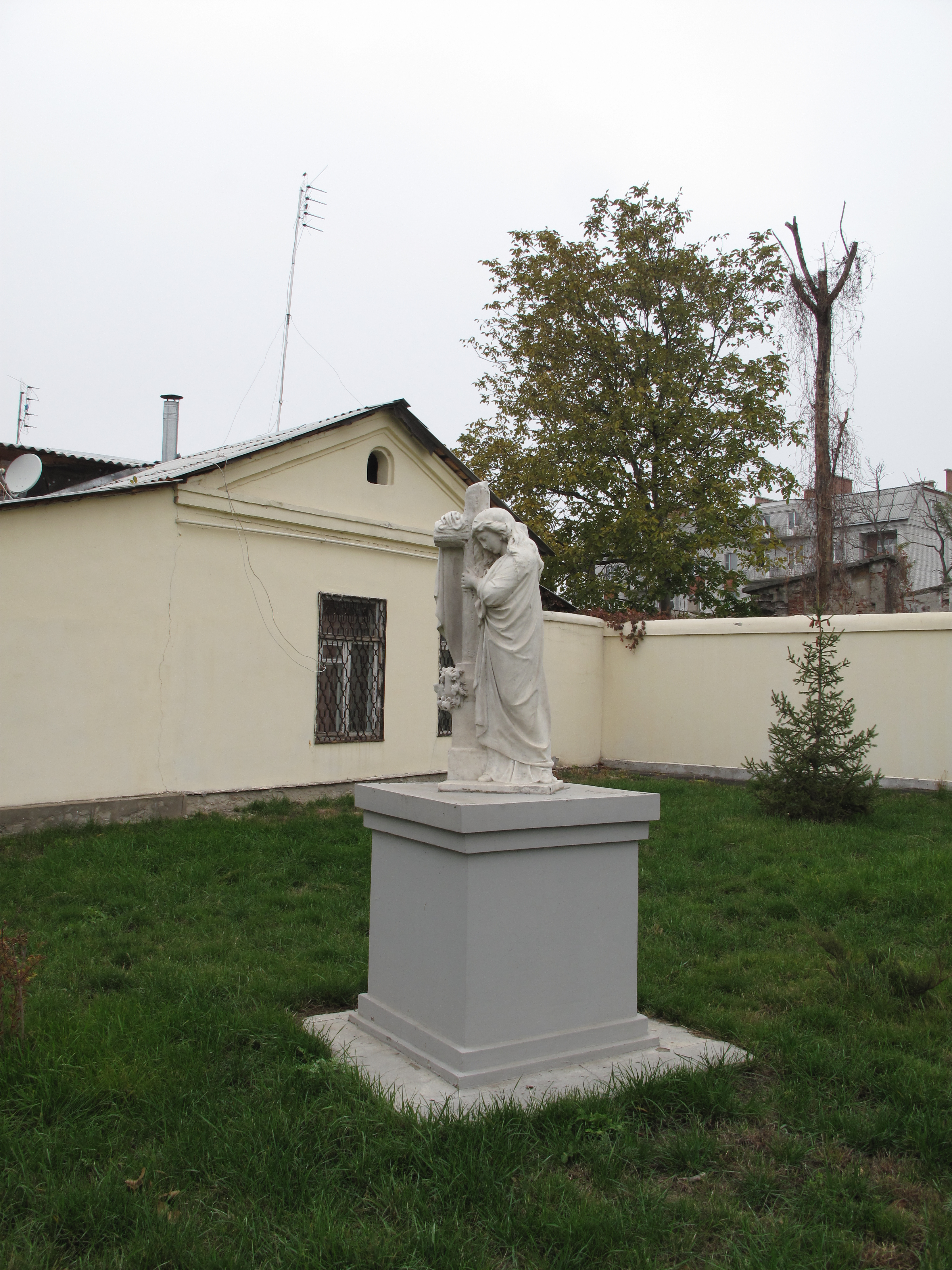
Скульптура со старого кладбища Таганрога, снятая и вывезенная в 1970-е годы во двор местного художественного музея. Фамильный участок Камбуровых. Основание сохранилось.
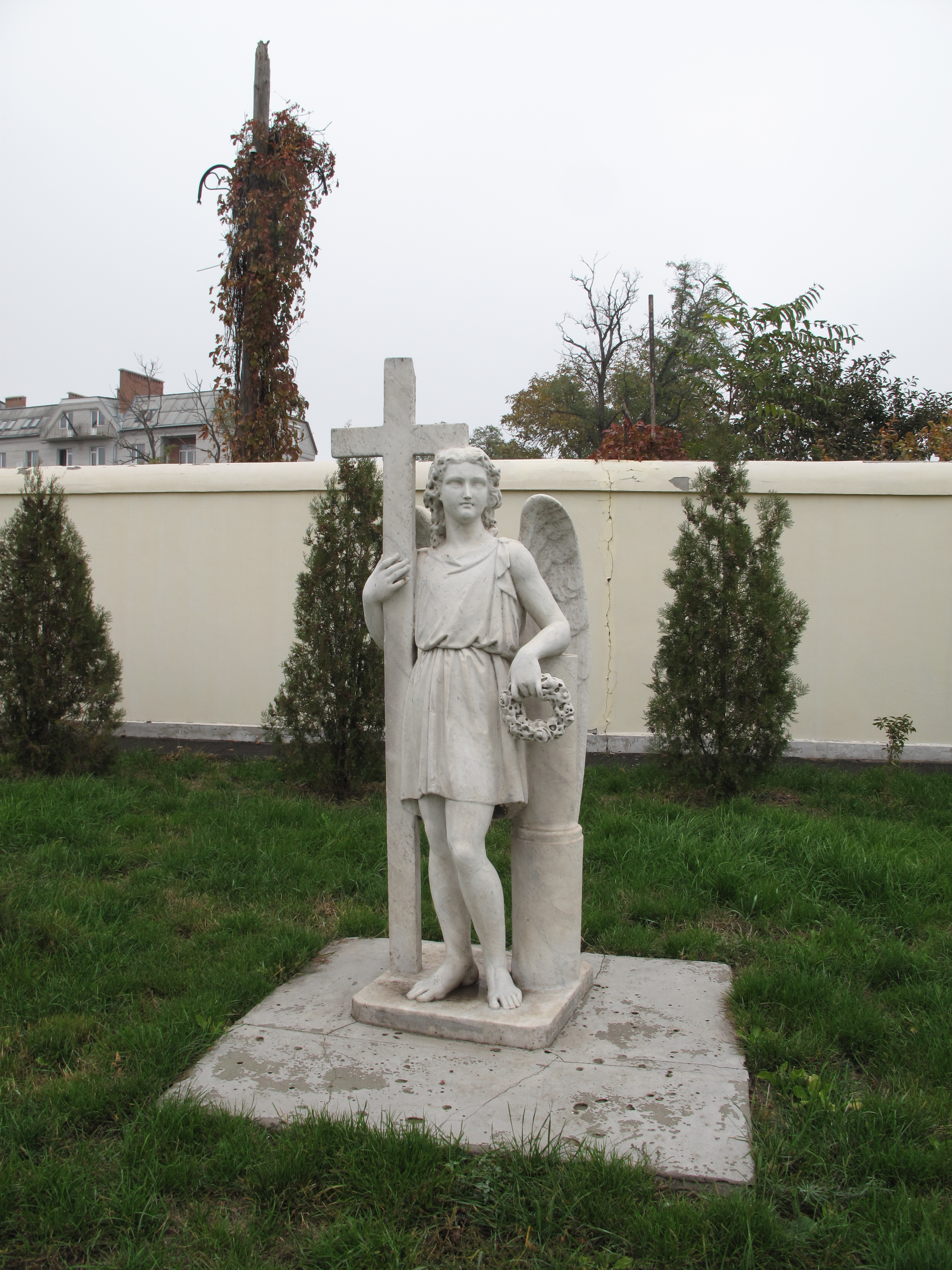
Скульптура со старого кладбища Таганрога, снятая и вывезенная в 1970-е годы во двор местного художественного музея. Могила купца Михаила Камбурова. Основание сохранилось.
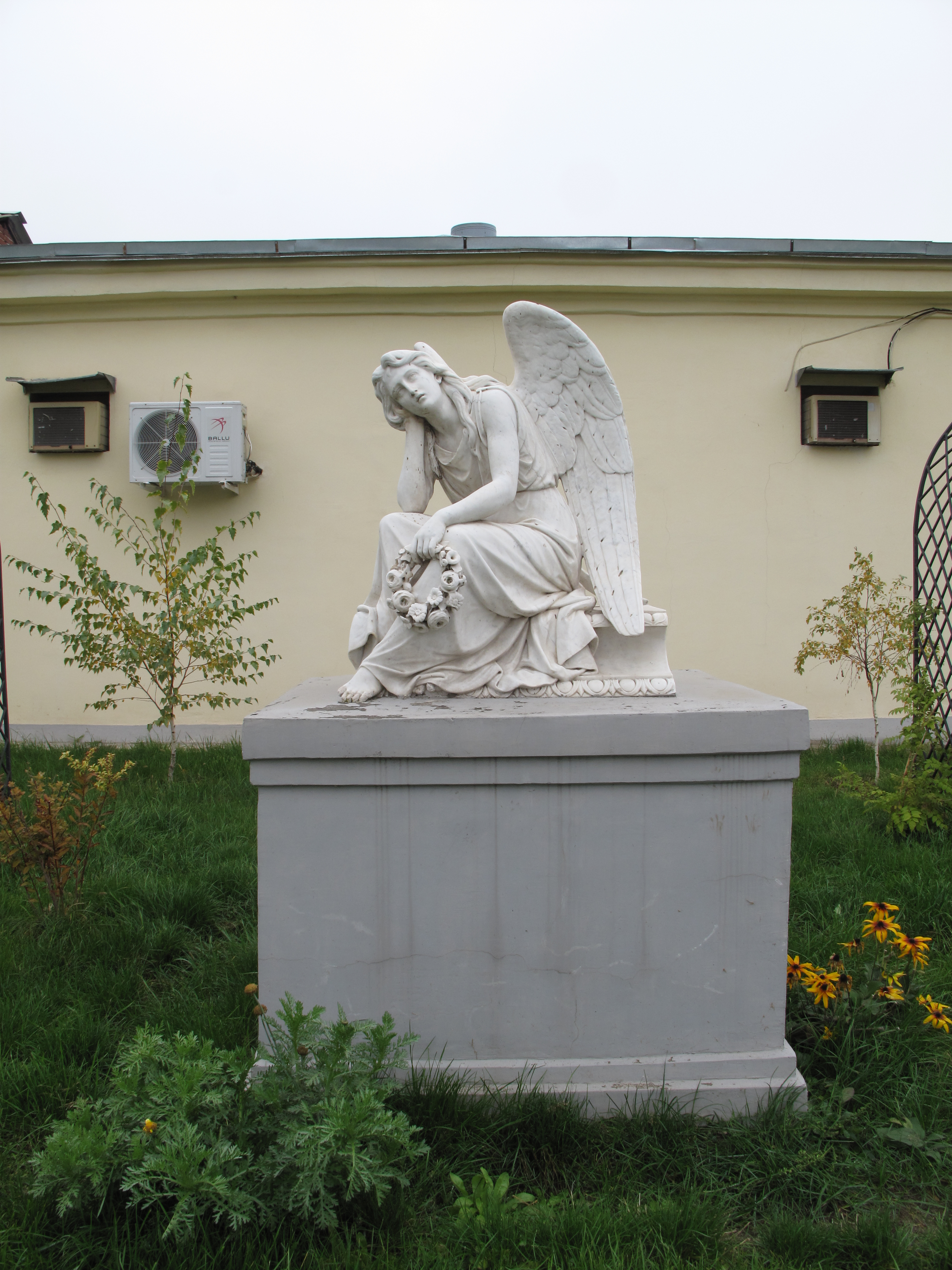
Скульптура со старого кладбища Таганрога, снятая и вывезенная в 1970-е годы во двор местного художественного музея с могилы купца Ивана Даллапорте. Надгробие утрачено. Сохранились архивные фотографии, где видно основание и читается надпись на греческом: ΙΩΑΝΝΗΣ ΔΑΛΛΑΠΟΡΤΑΣ ΓΕΝΝΗΘΕΙΣ ΕΝ ΚΕΦΑΛΑΕΝΙΑ ΑΠΟΒΙΩΣΑΣ ΤΗ 23 ΝΟΕΜΒΡΙΟΥ 1873

В начале 1990-х гг. была проведена фундаментальная работа по инвентаризации и разработке реставрационной документации по сохранению наиболее ценных надгробий, однако политическая ситуация изменилась, и на долгие годы бумаги пылились на полке. Во многом само существование некрополя в тот период было под вопросом.
Состояние на 2007 год описано в статье Г. Тимофеевой (АиФ): «Большинство склепов и надмогильных памятников разрушено. Головы некогда изящных скульптур отбиты. И это несмотря на то, что 27 памятников некрополя находятся на учёте в городском Управлении культуры. На дверях склепа градоначальника Таганрога, известного врача и общественного деятеля конца XIX века, немало сделавшего для города, — Николая Анастасьевича Лицина уродливые надписи, нецензурщина. Многие склепы усыпаны мусором, пустыми бутылками… А ведь это кладбище — подлинная история города: могилы с надписями на русском, греческом, украинском, латинском языках… Здесь покоятся многие выдающиеся люди двух прошлых столетий: градоначальники, врачи, инженеры, капитаны, военные, купцы, артисты, послы разных государств…».
В 2000-х годах при кладбище числились бригада рабочих и сторожа, которые поддерживали на территории кладбища минимальный порядок.
На апрель 2012 года Старое кладбище не было оформлено как городской объект, поэтому на его содержание не выделялись средства из городского бюджета. При этом управление жилищно-коммунального хозяйства Таганрога за три года потратило три миллиона рублей на уходные работы на Старом кладбище: на спил и вывоз старых деревьев, отсыпку щебнем и т. д.
В 2012 году кладбище было передано на баланс МУП «Ритуал». Согласно заявлению администрации города, на приведение в порядок всей территории Старого кладбища требуется порядка 13 миллионов рублей. В 2013 году началась совместная работа с Таганрогским Благочинием по инвентаризации захоронений, поскольку не всегда известно, кто покоится в той или иной могиле.
Летом 2013 года Таганрог посетила съемочная группа НТВ. Вместе с таганрогскими краеведами корреспондент Михаил Антропов внимательно ознакомился с наиболее интересными надгробиями, историей людей, похороненных здесь. На основе многочасовой экскурсии под палящим солнцем вышел короткий сюжет о плачевном состоянии некрополя и об удивительном бетонном надгробии 1927 года на могиле рабочего Онуфрия Калашникова.
Несмотря на обещания в 2013 году управления жилищно-коммунального хозяйства Таганрога провести работы по благоустройству территории Старого кладбища, восстановить забор и ворота, поставить урны и контейнеры для мусора, внешний вид некрополя за истекший год не изменился.
В августе 2015 года стало известно, что на старом кладбище при Церкви Всех Святых будет открыт приходской музей. Экспонатами будущего музея будут иконы и предметы культа. Подобный музей станет первым в Ростовской области. Его создадут по программе Русской православной церкви по сохранению духовного наследия. В сентябре 2015 года на Старом кладбище состоялось выездное заседание рабочей группы городской Думы по организации музейной экспозиции на его территории. Выяснилось, что около 25 лет назад специалистами по заказу городских властей уже проводилось детальное исследование кладбища на предмет возможного проведения восстановительных работ.
В последние годы возрос интерес к старинному некрополю со стороны общественных организаций, меценатов и простых таганрожцев. Массовые субботники стали традиционными. Кроме церковных работников, постоянно поддерживающих порядок вокруг храма, регулярно на добровольной основе участвует в благоустройстве объединение «Лемакс». Стенд с планом кладбища, информационные таблички у наиболее значимых объектов появились также благодаря инициативе «Лемакса». В 2014 году этой же организацией была проведена расчистка и реконструкция фамильного участка семьи Александра Борисовича Лакиера.

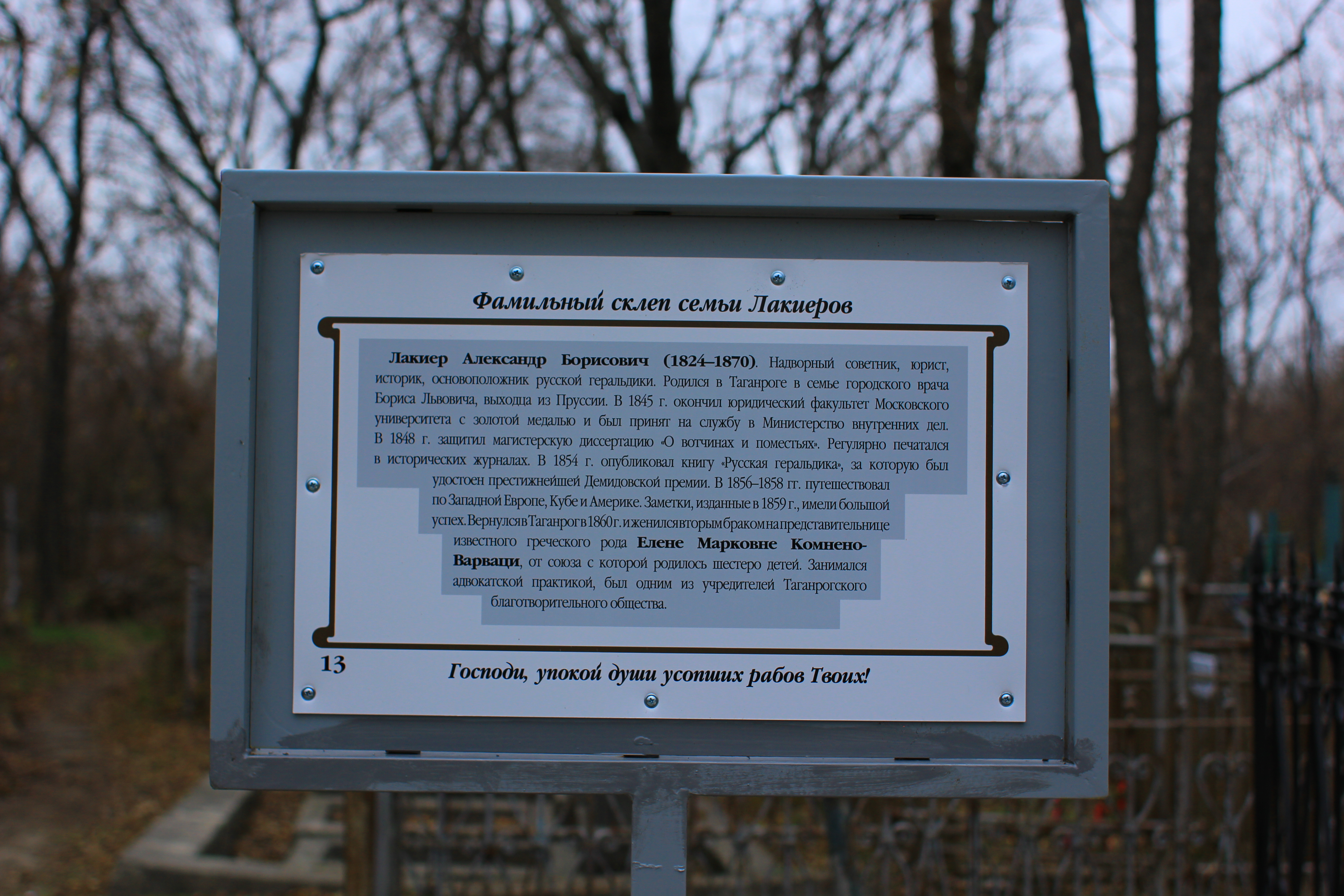
Фамильный склеп семьи Лакиеров. Лакиер Александр Борисович (1824-1870). Надворный советник, юрист, историк, основоположник русской геральдики. Родился в Таганроге в семье городского врача Бориса Львовича, выходца из Пруссии. в 1845 г. окончил юридический факультет Московского университета с золотой медалью и был принят на службу в Министерство внутренних дел. В 1848 г. защитил магистерскую диссертацию "О вотчинах и поместьях". Регулярно печатался в исторических журналах. В 1854 г. опубликовал книгу "Русская геральдика", за которую был удостоен престижнейшей Демидовской премии. В 1856-1858 гг. путешествовал по Западной Европе, Кубе и Америке. Заметки, изданные в 1859 г., имели большой успех. Вернулся в Таганрог в 1860 г. и женился вторым браком на представительнице известного греческого рода Елене Марковне Комнено-Варваци, от союза с которой родилось шестеро детей. Занимался адвокатской практикой, был одном из учредителей Таганрогского благотворительного общества. Господи, упокой души усопших рабов Твоих!
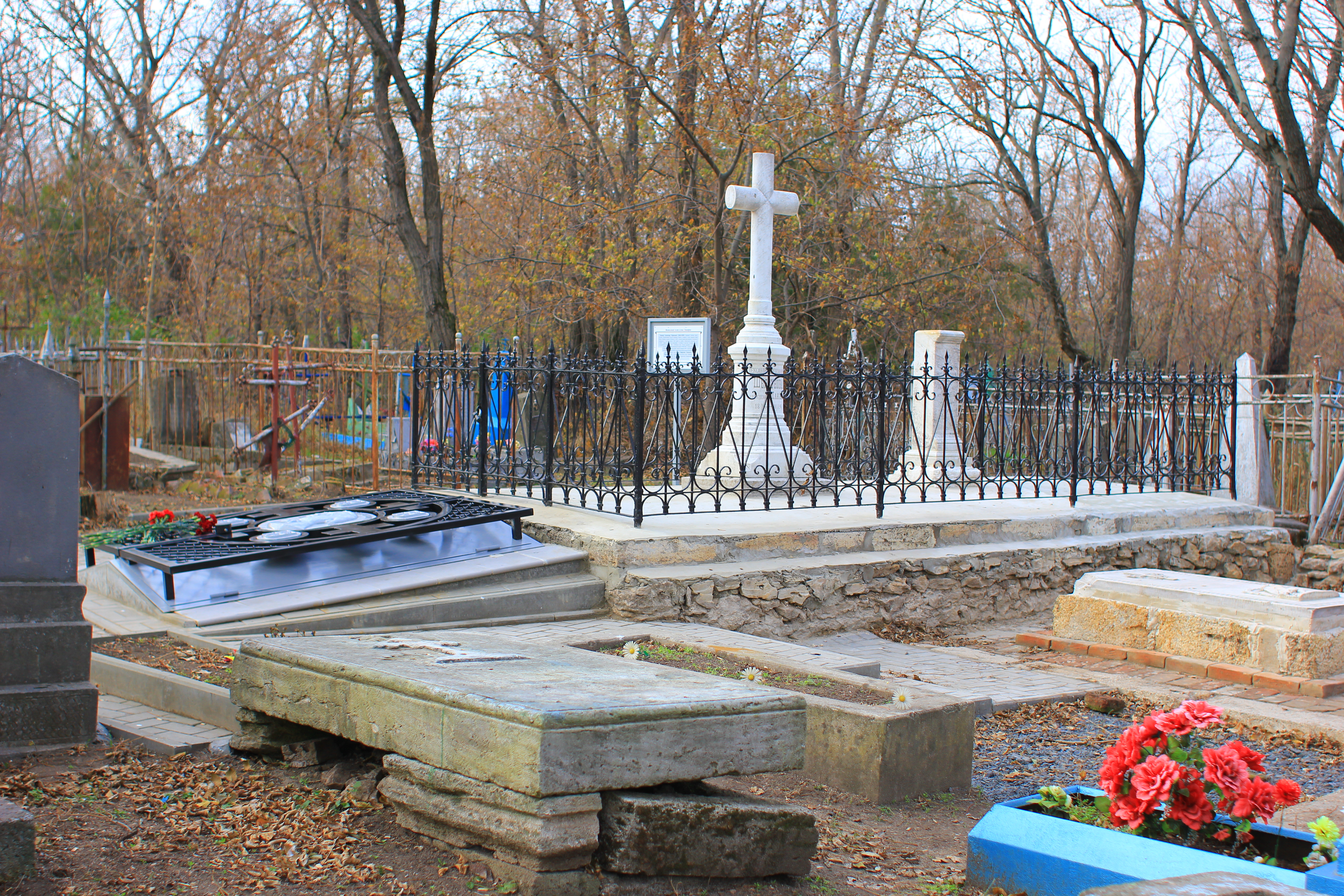
Вид на фамильный участок Александра Борисовича Лакиера в Таганроге.
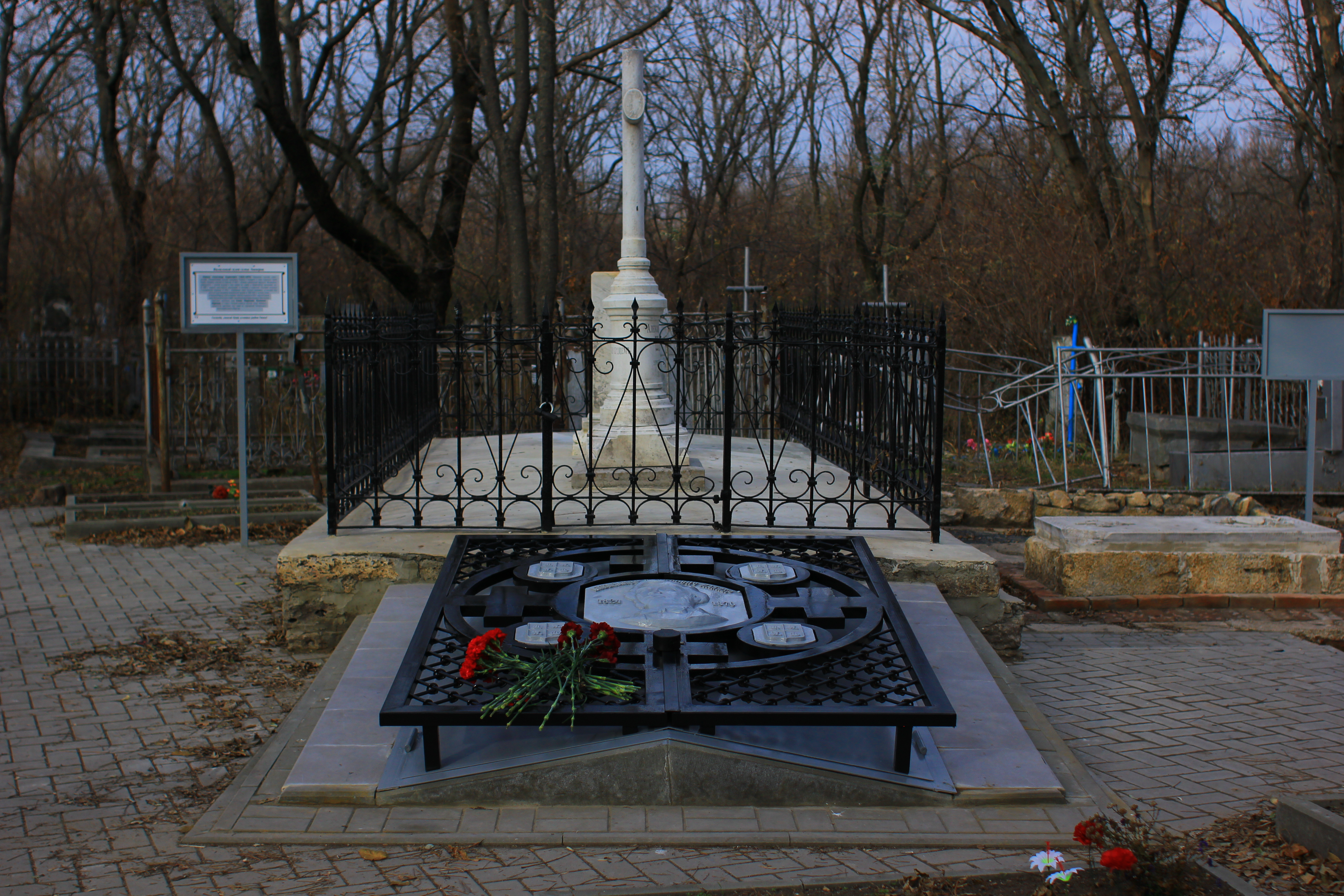
Вход в усыпальницу Александра Борисовича Лакиера и его семьи в Таганроге. Разработка таганрогской дизайн-студии Владимира Елитенко.
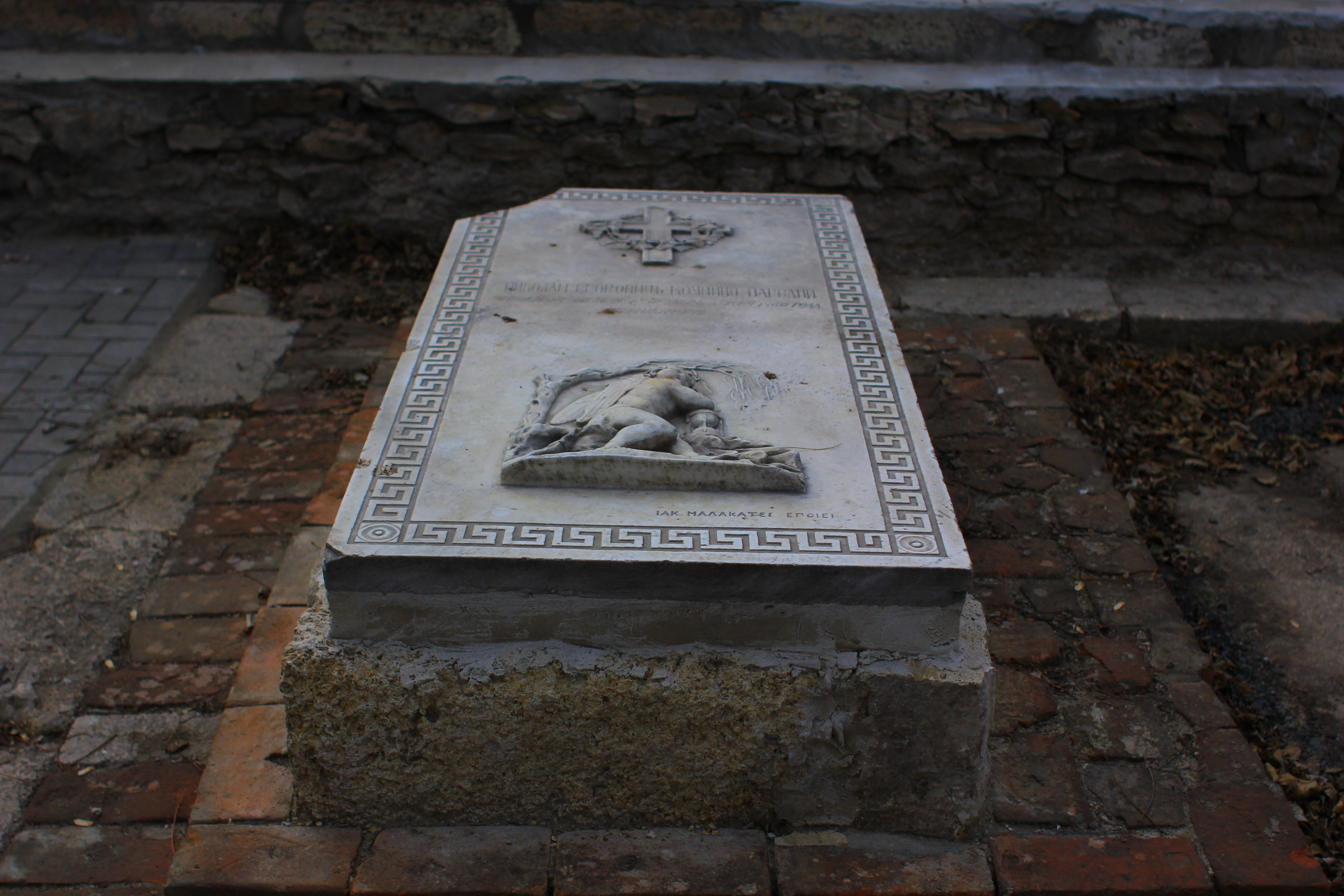
Плиту с именем Николая Егоровича Комнено-Варваци нашли в процессе расчистки фамильного участка. Александр Лакиер был женат на Елене Марковне Комнено-Варваци.

На кладбище с 8 до 16 часов ежедневно работает казачий патруль.
В июне 2016 года — после жалобы таганрожцев на плачевное состояние кладбища в одном из прямых телеэфиров — кладбище посетил губернатор Ростовской области Василий Голубев. Губернатор смотрел места захоронения Котопули, Андреевых-Туркиных, Лакиеров, побывал в храме во имя Всех святых, в часовне Святого Павла Таганрогского. Губернатор заявил, что «мы будем делать всё возможное, чтобы сохранить этот уникальный памятник истории».
Летом 2016 года совместными усилиями краеведов и представителей Администрации Таганрога была проведена инвентаризация наиболее ценных надгробий, на основе данных которой были оформлены документы для заключения охранного обязательства на объект культурного наследия регионального значения «Ансамбль бывшего христианского кладбища». За основу были взяты материалы, подготовленные в начале 1990-х гг. Участники этого мероприятия убедились, что за последние 50, и даже 25 лет, некрополю нанесен во многом непоправимый ущерб.
Факт присвоения охранного статуса кладбищу, с одной стороны, является, бесспорно, шагом вперед. Без него получение какого-либо финансирования на сохранение и восстановление со стороны государственных программ невозможно в принципе. С другой стороны, состояние многих объектов достаточно плачевно и требует оперативного вмешательства, но теперь без соблюдения определенных процедур и привлечения исключительно лицензированных организаций любое строительное вмешательство вне закона.

## Адрес
Старое городское кладбище занимает территорию, ограниченную со стороны Смирновского переулка переулком Лагерным, улицей Новой, Колхозным переулком, Водопроводной улицей и переулком Тупым. Размер кладбища 600 х 550 метров. Площадь около 20 га. Включает в себя несколько литер по адресу переулок Лагерный, 2.